# Lãnh thổ Việt Nam qua từng thời kỳ

Bản đồ mở rộng về phía nam của Việt Nam, 1009–1945

Lãnh thổ Việt Nam qua từng thời kỳ là sự biến đổi không gian sinh tồn của người Việt. Sự biến đổi này mang tính chất phức tạp, lúc bị mất lãnh thổ về các nhà nước khác, lúc xâm chiếm chinh phục được lãnh thổ mới. Vùng lãnh thổ cốt lõi ban đầu của người Việt là vùng châu thổ sông Hồng, sau nhiều thế kỷ chinh phục, đồng hóa, khai khẩn mà lãnh thổ đã trải dài đến vùng đồng bằng sông Cửu Long ngày nay. Đến nay, diện tích lãnh thổ đã mở rộng ra hơn 3 lần so với ban đầu vào thế kỷ 10.
Bên cạnh sự mở rộng về lãnh thổ đất liền trong nhiều thế kỷ, người Việt cũng từng bước mở rộng quyền sở hữu, kiểm soát và khai thác lãnh thổ trên biển–đảo (lãnh hải) xung quanh mình. Phạm vi đó kéo dài từ vịnh Bắc Bộ đến vịnh Thái Lan, dài hơn 3.400 km, với khoảng 4.000 hòn đảo lớn nhỏ gần bờ và ngoài khơi xa.

## Bản đồ thay đổi lãnh thổ Việt Nam trong lịch sử

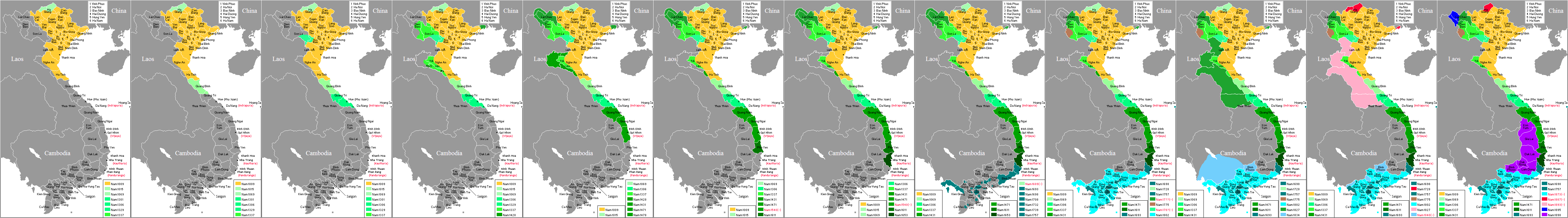
Bản đồ thay đổi lãnh thổ Việt Nam từ 1009 đến 1900.

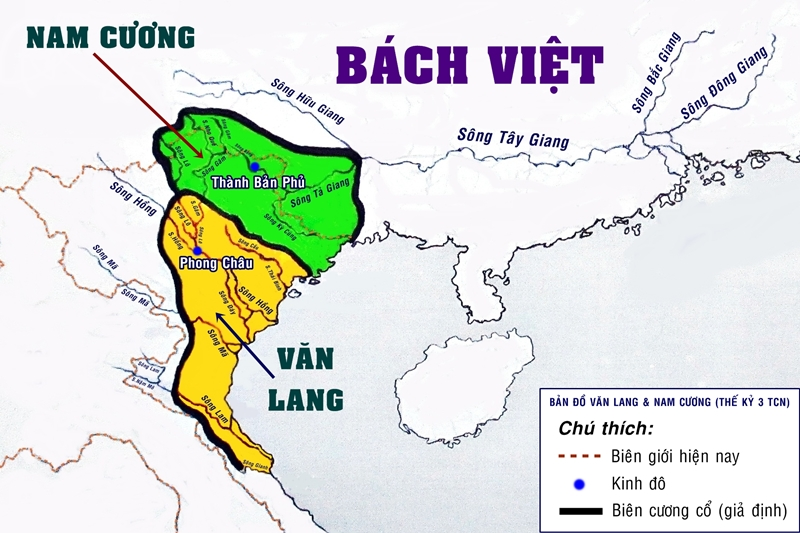
Phỏng ước lãnh thổ hai nước Văn Lang (màu vàng) của các vua Hùng và xứ Nam Cương (màu xanh lục) của Thục Phán, sau này hợp nhất thành nước Âu Lạc vào khoảng thế kỷ 3 TCN.

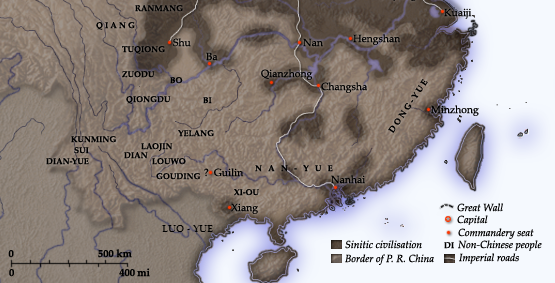
Bản đồ các khu vực lẻ tẻ do nhà Tần chiếm được của các nhóm tộc Bách Việt ở phía Nam sông Dương Tử (Trường Giang) sau năm 210 TCN.

## Thời Hồng Bàng
Một số sử liệu và huyền thoại cho rằng vào đầu thời kỳ Hồng Bàng, bộ tộc Việt có lãnh thổ rộng lớn từ phía nam sông Dương Tử (Trung Quốc) đến vùng Thanh Hóa. Bộ tộc Bách Việt có nguồn gốc từ nước Xích Quỷ do Lạc Long Quân lập nên, từ khi phân tán thì trở thành nhiều bộ tộc khác nhỏ hơn, hay gọi chung tộc là Bách Việt.

### Văn Lang
Nước Văn Lang của bộ tộc Lạc Việt hình thành trên vùng bình nguyên bao gồm đồng bằng sông Hồng, đồng bằng sông Mã và đồng bằng sông Lam.

### Âu Lạc
Thục Phán – vua của người Âu Việt (nước Tây Âu), sau khi chiếm được Văn Lang đã sáp nhập vào đất của mình tạo thành Âu Lạc, nước Âu Lạc có lãnh thổ từ phía nam sông Tả Giang (Quảng Tây, Trung Quốc) kéo xuống dãy Hoành Sơn (Hà Tĩnh).

## Thời Bắc thuộc

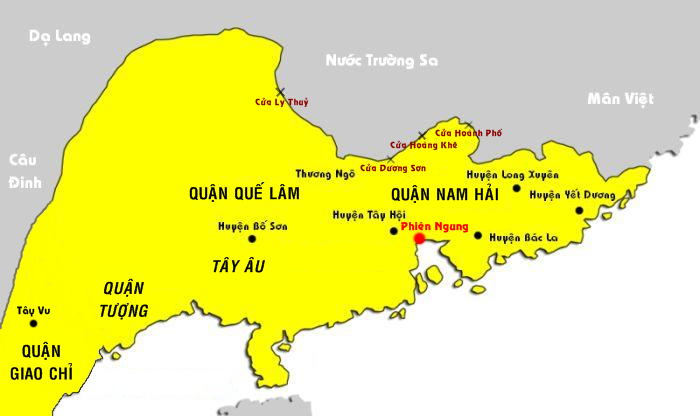
Nước Nam Việt phía Tây giáp Dạ Lang và Câu Đinh, phía Đông giáp Mân Việt, phía Nam giáp với dãy Hoành Sơn, phía Bắc giáp phong quốc Trường Sa nhà Hán.

Nếu coi nhà Triệu (207 – 111 TCN) là một phần của hệ thống phân chia lịch sử thời kỳ Bắc thuộc lần 1 thì lãnh thổ Việt Nam thuộc nước Nam Việt của 5 đời vua Triệu.
Năm 111 TCN, nhà Triệu mất nước về tay nhà Hán. Sau đó lãnh thổ Nam Việt cũ bị chia thành 6 quận, đồng thời xác lập thêm đất 3 quận mới là Nhật Nam, Chu Nhai, Đạm Nhĩ:

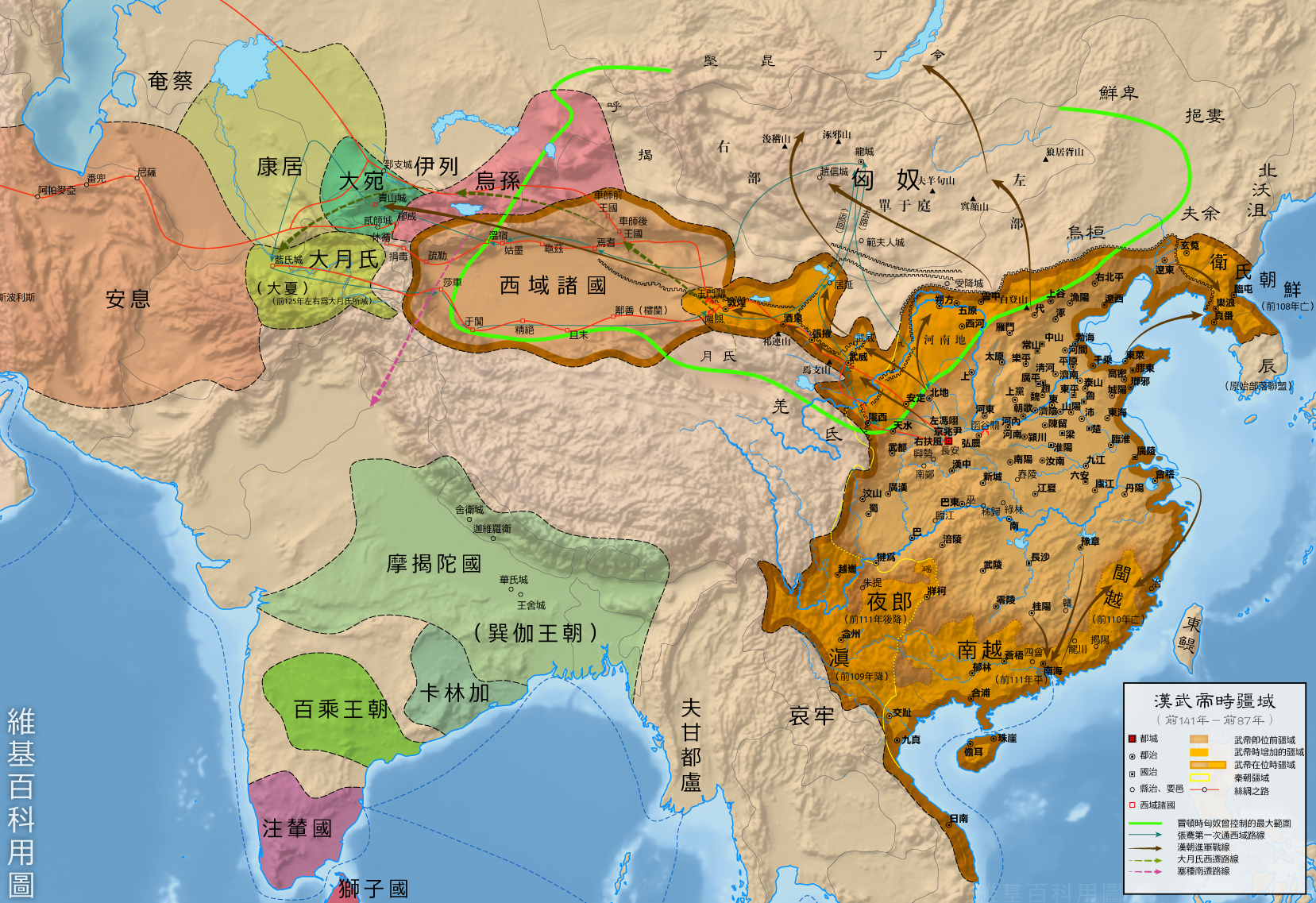
Lãnh thổ nhà Hán thời Hán Vũ Đế
(theo biên tập của người Hán).

- Nam Hải (nay là tỉnh Quảng Đông, Trung Quốc)
- Thương Ngô (nay thuộc tỉnh Quảng Tây, Trung Quốc)
- Uất Lâm (nay thuộc tỉnh Quảng Tây, Trung Quốc)
- Hợp Phố (nam Quảng Tây và tây nam Quảng Đông ngày nay)
- Chu Nhai (thuộc đảo Hải Nam ngày nay)
- Đạm Nhĩ (thuộc đảo Hải Nam ngày nay)
- Giao Chỉ (nay là miền Bắc Việt Nam và phía đông Quảng Tây)
- Cửu Chân (nay là 3 tỉnh Thanh Hóa, Nghệ An, Hà Tĩnh)
- Nhật Nam (từ Đèo Ngang đến Quảng Nam)

Lãnh thổ của dân tộc Việt thời kỳ này, trong sự cai quản của chính quyền trung ương các triều đại Trung Hoa, tiến về phía nam đến vùng Hà Tĩnh hiện nay, thỉnh thoảng các quan cai trị Giao Chỉ (hoặc Giao Châu) tiến xuống phía nam đánh Chiêm Thành và đưa thêm vùng đất từ đèo Ngang đến đèo Hải Vân vào cai trị nhưng không giữ được lâu vì sau đó Chiêm Thành thường lấy lại được.
Hán thư ghi nhận quận Nam Hải gồm có 6 huyện: Phiên Ngung, Trung Túc, Bác La, Long Xuyên, Tứ Hội, Yết Dương.
Quận Uất Lâm gồm có 12 huyện: Bố Sơn, An Quảng, Hà Lâm, Quảng Đô, Trung Lưu, Quế Lâm, Đàm Trung, Lâm Trần, Định Chu, Lĩnh Phương, Tăng Thực, Ung Kê.
Quận Thương Ngô gồm có 10 huyện: Quảng Tín, Tạ Mộc, Cao Yếu, Phong Dương, Lâm Hạ, Đoan Khê, Phùng Thừa, Phú Xuyên, Lệ Phổ, Mãnh Lăng.
Quận Hợp Phố gồm có 5 huyện: Từ Văn, Cao Lương, Hợp Phố, Lâm Doãn, Chu Lô.
Quận Giao Chỉ gồm có 10 huyện: Liên Lâu, An Định, Câu Lậu, Mê Linh, Khúc Dương, Bắc Đái. Kê Tử, Tây Vu, Long Biên, Chu Diên.
Quận Cửu Chân gồm có 7 huyện: Tư Phố, Cư Phong, Đô Lung, Dư Phát, Hàm Hoan, Vô Thiết (hay Vô Biên), Vô Biên.
Quận Nhật Nam do nhà Hán mới đặt sau khi đánh chiếm Nam Việt, gồm có 5 huyện: Chu Ngô, Tây Quyển, Lô Dung, Ty Ảnh và Tượng Lâm. Thời nhà Tân, Vương Mãng đổi gọi là Nhật Nam đình.
Bốn quận Nam Hải, Uất Lâm, Thương Ngô và Hợp Phố cũng thuộc nước Nam Việt thời nhà Triệu và trực thuộc bộ Giao Chỉ thời Tây Hán nhưng lãnh thổ đều nằm bên ngoài Việt Nam hiện nay.

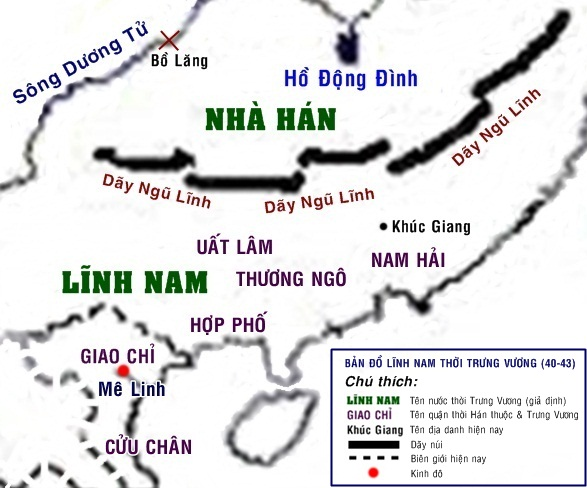
Bản đồ Lĩnh Nam thời Trưng Vương (40-43 Công nguyên)

Năm 40 Công nguyên, Thái thú Giao Chỉ tên là Tô Định cai trị hà khắc dẫn tới việc Hai Bà Trưng khởi binh chống lại nhà Đông Hán. Các quận Nam Hải, Cửu Chân, Nhật Nam, Hợp Phố đều hưởng ứng. Hai bà lấy được 65 thành ở vùng Lĩnh Nam.
Tuy nhiên cuộc khởi nghĩa nhanh chóng bị dập tắt bởi tướng Mã Viện năm 43 CN.

## Nhà nước Vạn Xuân
Sau khi Lý Bí đánh đuổi quân Lương, ông xưng là hoàng đế và đặt tên nước là Vạn Xuân, đóng đô ở Long Uyên.
Giành chiến thắng trước quân Lương, toàn bộ đất Giao Châu (gồm Bắc Bộ và Bắc Trung Bộ của Việt Nam ngày nay và một phần đất Quảng Đông và Quảng Tây của Trung Quốc) đều thuộc quyền kiểm soát của nhà Tiền Lý). Vạn Xuân tồn tại đến năm 602 thì Lý Phật Tử bị nhà Tùy đánh bại và đô hộ Việt Nam một lần nữa, bắt đầu thời kỳ Bắc thuộc lần 3.

## Thời phong kiến tự chủ

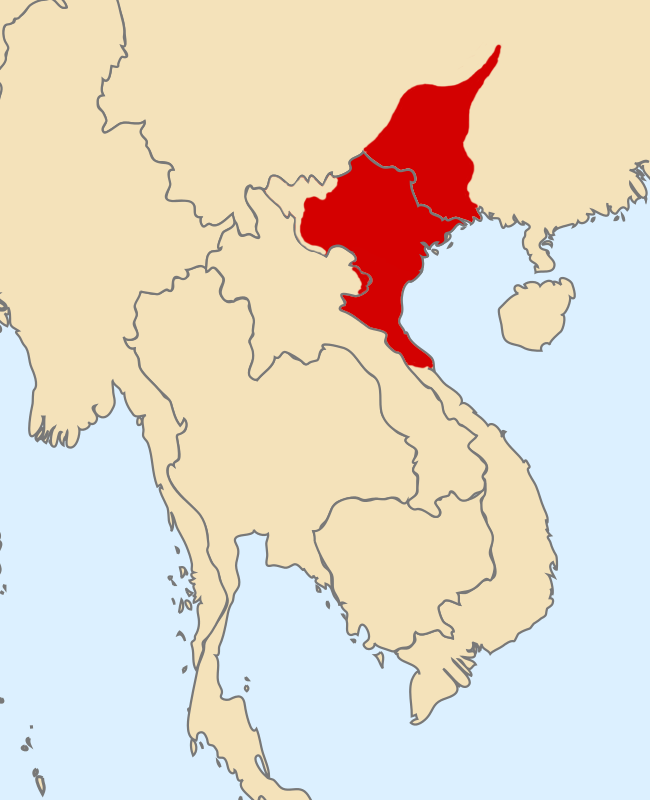
Lãnh thổ thời Khúc Thừa Dụ giành được tự chủ cho Tĩnh Hải quân đến những năm đầu thời nhà Ngô.

Sau khi Khúc Thừa Dụ tự xưng là Tiết độ sứ của Tĩnh Hải quân năm 905, Việt Nam bắt đầu thời kỳ độc lập tự chủ. Lãnh thổ Tĩnh Hải quân gồm 12 châu là:
- Giao
- Lục
- Phúc Lộc
- Phong
- Thang
- Trường
- Chi
- Vũ Nga
- Vũ An
- Ái
- Hoan
- Diễn

Việt Nam chính thức bước vào kỷ nguyên độc lập từ khi Ngô Quyền đánh bại nhà Nam Hán vào năm 938. Tuy nhiên lãnh thổ bị co lại chỉ còn 8 châu: Giao, Lục, Phúc Lộc, Phong, Trường, Ái, Hoan, Diễn. 4 châu bị Nam Hán chiếm là Thang, Chi, Vũ Nga và Vũ An.
Năm 968, Đinh Tiên Hoàng đặt quốc hiệu trở lại sau hơn 400 năm, là Đại Cồ Việt, sau đó Lý Thánh Tông đổi tên nước là Đại Việt năm 1054.
Lãnh thổ Việt Nam thời kỳ đầu độc lập bao gồm khu vực Bắc Bộ và 3 tỉnh Thanh Hóa, Nghệ An, Hà Tĩnh, tương đương với lãnh thổ truyền thuyết nước Văn Lang của các vua Hùng.

### Sáp nhập Tây-Bắc

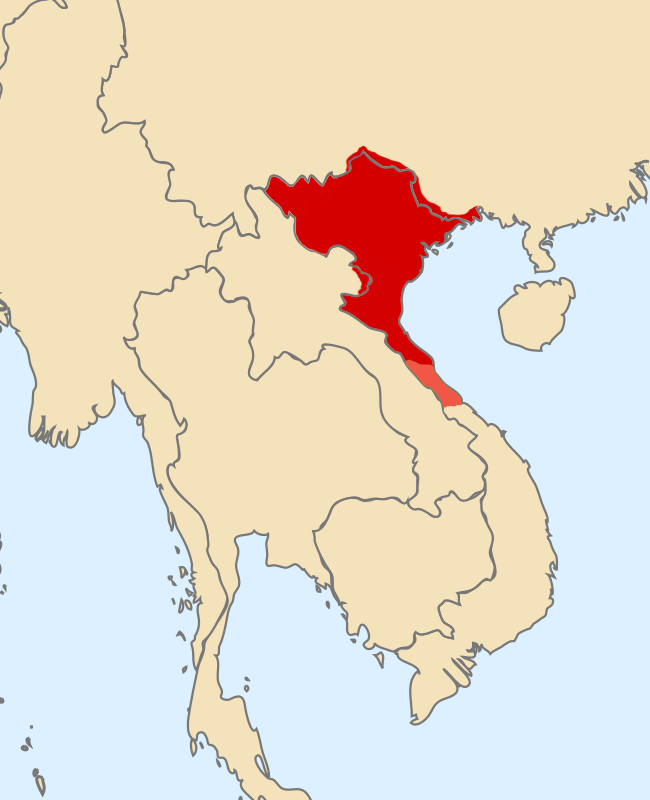
Lãnh thổ Đại Việt khoảng năm 1100 dưới thời nhà Lý

Vùng Tây Bắc vốn thuộc các châu ki mi của An Nam đô hộ phủ, bị Nam Chiếu đánh chiếm cuối thế kỷ IX. Năm 1014-1015, tướng nước Đại Lý là Đoàn Kính Chí đem quân vào chiếm đóng châu Vị Long (Vị Xuyên Hà Giang và Tụ Long) và châu Đô Kim, Bình Nguyên (nay là Bắc Quang, Hàm Yên thuộc Tuyên Quang), vua Lý Thái Tổ sai em trai là Dực Thánh vương đi đánh dẹp, quân Đại Lý đại bại, nhân cơ hội đó nhà Lý sáp nhập luôn khu vực ngày nay là Hà Giang vào Đại Việt.
Năm 1158-1159, nhân khi nước Đại Lý suy yếu, vua Lý Anh Tông và Tô Hiến Thành đã tiến hành thu phục vùng đất của các tù trưởng dân tộc thiểu số người Thái (châu Văn Bàn, châu Thủy Vĩ) ở bắc Yên Bái, nam Lào Cai vào lãnh thổ Đại Việt. Đại Việt sử ký tiền biên viếtː tháng 5 năm Mậu Dần (1158), Ngưu Hống và Ai Lao làm phản. trước đây Ngưu Hống từng dâng voi, hươu,... đến bây giờ làm phản, vua sai Tô Hiến Thành đi đánh...
Năm 1280, Trần Nhân Tông sai Trần Nhật Duật coi giữ đạo Đà Giang, đi thu phục Trịnh Giác Mật ở đạo Đà Giang (vùng sông Đà thuộc khoảng các huyện Đà Bắc và Cao Phong tỉnh Hòa Bình ngày nay).
Năm 1294, thượng hoàng Trần Nhân Tông, cùng Phạm Ngũ Lão, đi đánh bại Ai Lao thu nạp đất đai. Năm 1297, Trần Anh Tông sai Trần Nhật Duật đánh A Lộc (Ai Lao), Trần Quốc Tảng đánh Sầm Tử, Phạm Ngũ Lão đánh tan Ai Lao thu lại đất cũ ở sông Chàng Long. Năm 1301, Phạm Ngũ Lão đánh Ai Lao ở Mường Mai (Châu Mai, nay là đất Mai Châu). Các vùng đất thu nạp được thời kỳ này nhà Trần đặt làm huyện Mông đạo Đà Giang, đến thời thuộc Minh là đất hai huyện Mông và Tư Mang, sang thời nhà Lê sơ là toàn bộ châu Mộc (Mộc Châu (nay là Mộc Châu, Vân Hồ), Đà Bắc, Mã Nam) và châu Mai phủ Gia Hưng.
Năm 1329, thượng hoàng Trần Minh Tông đi đánh mán Ngưu Hống ở Mang Việt đạo Đà Giang thu nạp đất châu Yên (Mang Việt), Phù Hoa, Mường Mỗi (châu Thuận) là các vùng đất nay là các huyện Yên Châu, Phù Yên, Thuận Châu, Tuần Giáo, thành phố Sơn La, Mai Sơn của tỉnh Sơn La.
Theo Minh sử, năm 1405, Đèo Cát Hãn dâng sớ lên triều đình nhà Minh tố cáo nhà Hồ đánh chiếm 7 trại Mãnh Man thuộc châu Ninh Viễn dưới quyền Đèo Cát Hãn, vốn thuộc phủ Lâm An của tỉnh Vân Nam, giết con rể của ông, bắt con gái của ông để khống chế. Trong các nguyên do mà nhà Minh viện ra khi sang đánh nhà Hồ có lý do này. Nhà Hồ lúc đó yếu thế phải trả lại Đèo Cát Hãn các trại này. Châu Ninh Viễn đến thời Lê sơ gọi là Mường Lễ.
Đến năm 1431, Lê Lợi thu phục Đèo Cát Hãn, có thêm châu Phục Lễ (Mường Lễ), vùng thượng lưu sông Đà do Đèo Cát Hãn cai quản, từng là châu Ninh Viễn của Vân Nam, nhập về. Mường Lễ sau đổi Thành Phục Lễ phủ An Tây gồmː đất Mường Lễ (châu Lai), Tuy Phụ (Mường Tè), Hoàng Nham (Mường Toong, Mường Nhé), Chiêu Tấn (Phong Thổ), Lễ Tuyền (Mường Boum), Hợp Phì (Xiềng My, nay là Giả Mễ huyện Kim Bình, Vân Nam), Khiêm Châu (Mường Tinh), Quảng Lăng (Mường La, nay là Mường Lạp huyện Kim Bình, Vân Nam), Tung Lăng (Phù Phang), Luân Châu (Mường Báng), Quỳnh Nhai (Mường Chăn).
Năm 1467, Lê Thánh Tông thu nạp vùng sách Câu Lộng (Mã Giang) từ Ai Lao (nay là khoảng huyện Sông Mã tỉnh Sơn La).

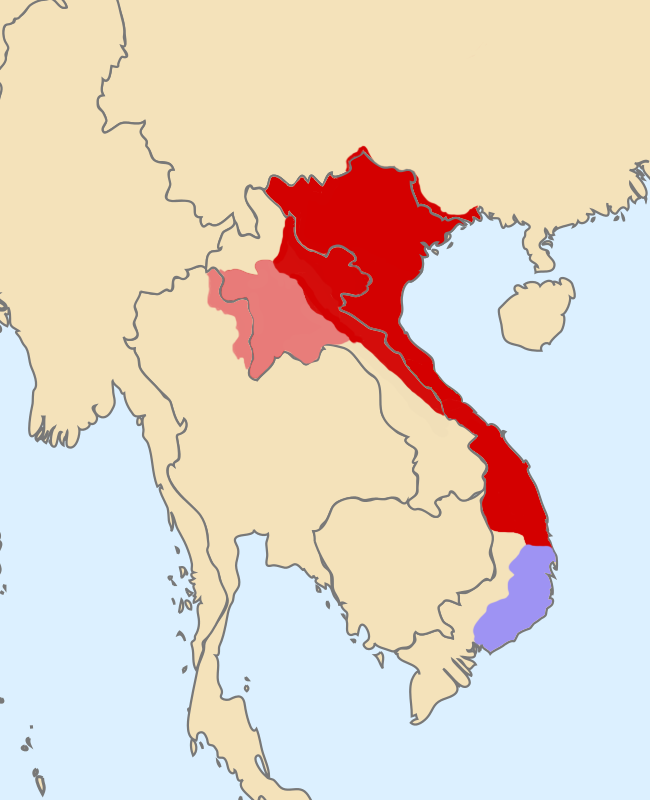
Bản đồ Đại Việt đời Lê Thánh Tông, gồm cả Bồn Man và lãnh thổ chiếm được của Chiêm Thành năm 1471. Phần màu đỏ nhạt là lãnh thổ tạm chiếm năm 1478-1480 trong chiến dịch Lão Qua. Phần màu tím là 3 vương quốc còn lại của Chiêm Thành.

Năm 1478, vua Lê Thánh Tông, sau khi thu phục tiểu vương quốc Bồn Man đã sáp nhập vùng phía tây Sơn La (thượng lưu sông Mã, nay là khoảng các huyện Sốp Cộp, Sông Mã tỉnh Sơn La), các huyện phía tây Thanh Hóa, Nghệ An và tỉnh Hủa Phăn của Lào ngày nay vào đất Đại Việt.
Năm 1768–1769, quân nhà Lê-Trịnh, tiến đánh Hoàng Công Chất cát cứ Mường Thanh của Lào Lung, thu nạp đất này lập ra châu Ninh Biên (Điện Biên Phủ) thuộc trấn Hưng Hóa.

### Quá trình Nam tiến

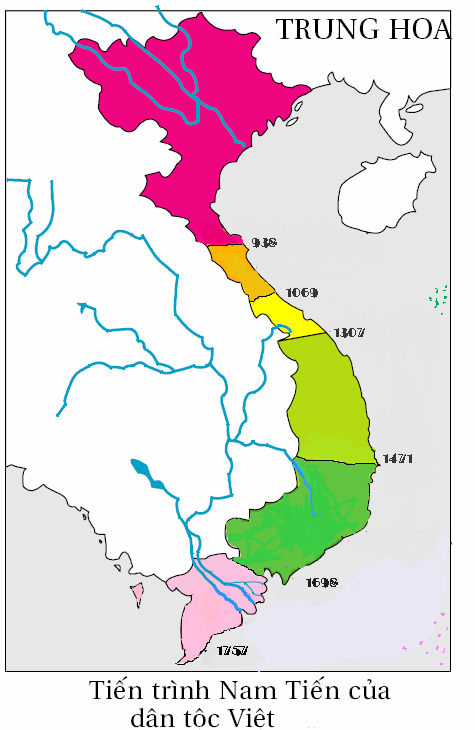

Các triều đại quân chủ của Việt Nam liên tục mở rộng lãnh thổ xuống phía Nam.
- Nhà Lý

Năm 1069, Lý Thánh Tông nam chinh đánh Chiêm Thành và bắt được vua Chiêm là Chế Củ (Jaya Rudravarman), đem về Thăng Long. Để được tha vua Chiêm đã cắt vùng đất phía bắc Chiêm Thành gồm ba châu Bố Chính, Ma Linh, Địa Lý cho Đại Việt. Những châu ấy nay ở địa hạt các huyện Quảng Ninh, Quảng Trạch, Bố Trạch, Tuyên Hoá, Lệ Thủy tỉnh Quảng Bình và huyện Bến Hải tỉnh Quảng Trị.
- Nhà Trần

Năm 1306 vua Chế Mân (Jaya Simhavarman) của Chiêm Thành cắt đất hai châu Ô và Rí cho vua Trần Anh Tông để làm sính lễ cưới công chúa Huyền Trân của Đại Việt, vùng đất mà ngày nay là nam Quảng Trị và Thừa Thiên-Huế. Biên giới phía nam của Đại Việt lúc này tiến đến đèo Hải Vân.
- Nhà Hậu Lê

Năm 1471 vua Lê Thánh Tông đưa 20 vạn quân tiến đánh vào kinh đô Vijaya (Bình Định) của Chiêm Thành, kinh đô Vijaya bị thất thủ. Lê Thánh Tông đã sáp nhập vùng đất bắc Chiêm Thành vào Đại Việt (ngày nay là 3 tỉnh Quảng Nam, Quảng Ngãi, Bình Định).
Phần đất còn lại của Chiêm Thành vua Lê Thánh Tông đã chia làm 3 vương quốc và giao cho tướng, hoàng thân còn lại của Chiêm Thành trấn giữ và có nghĩa vụ triều cống Đại Việt. Đến năm 1471 lãnh thổ phía nam của Đại Việt tiến đến đèo Cù Mông (ranh giới giữa Bình Định và Phú Yên ngày nay).
Suốt 5 thế kỷ chiến tranh với Đại Việt kể từ khi nước này giành được độc lập (năm 938), Champa không ngừng mất dần lãnh thổ. Sự thất bại trong việc chống cự cuộc tấn công năm 1471 của Đại Việt đánh dấu Champa không còn có thể gượng dậy đe dọa Đại Việt những thời kỳ sau đó. Chúa Nguyễn về sau thừa hưởng thành quả này, dễ dàng trong các cuộc mở rộng tiếp theo mà không có nhiều lực cản.
- Chúa Nguyễn (Đàng Trong)

Thời kỳ Trịnh-Nguyễn phân tranh, do áp lực tấn công của các chúa Trịnh ở Đàng Ngoài và nhu cầu đất đai, các chúa Nguyễn đã tiến hành những đợt nam tiến, mở rộng lãnh thổ Đại Việt về phương Nam chưa từng thấy.
Năm 1611, chúa Nguyễn Hoàng tiến chiếm vùng đất của Chiêm Thành mà ngày nay là Phú Yên.
Năm 1623, chúa Nguyễn Phúc Nguyên được vua Chân Lạp là Chey Chettha II chấp thuận nhượng vùng đất Mô Xoài, lập 2 thương điểm (đồn thu thuế) là Kas Krobei và Prei Nokor để tiến hành thu thuế, tạo điều kiện thuận lợi cho cư dân Việt phát triển.
Năm 1653, chúa Nguyễn Phúc Tần tiến chiếm vùng Khánh Hòa của Chiêm Thành. Lấy sông Phan Rang làm ranh giới. Vùng phía Đông sông đến địa đầu Phú Yên (vùng Kauthara) đặt dinh Thái Khang. Phần phía Tây sông (vùng Panduranga) vẫn thuộc về Chăm Pa.
Năm 1693, thời chúa Nguyễn Phúc Chu, tướng Nguyễn Hữu Cảnh tiến chiếm và chính thức sáp nhập phần còn lại của vương quốc Chiêm Thành lập trấn Thuận Thành; là Bình Thuận, Ninh Thuận ngày nay, tuy nhiên chính quyền Đàng Trong vẫn dành cho người Chăm chế độ tự trị ở đây cho đến năm 1832. Như vậy, phạm vi đất đai Chăm Pa lịch sử tương ứng Bắc Trung Bộ và Duyên hải Nam Trung Bộ hiện nay, rộng 80.000 - 90.000 km² (30.000 - 34.000 mile2) được tích hợp vào lãnh thổ của người Việt.
Năm 1698, Nguyễn Hữu Cảnh lấy đất Nông Nại đặt làm phủ Gia Định, lập đất Đồng Nai làm huyện Phước Long, dựng nên dinh Trấn Biên (lỵ sở nay là thôn Phước Lư), lập xứ Sài Côn làm huyện Tân Bình, lập dinh Phiên Trấn (quận sở nay gần Tân Đồn). Chính thức đưa khu vực các tỉnh miền Đông Nam Bộ của Chân Lạp vào lãnh thổ Đàng Trong.
Năm 1708, Mạc Cửu (thương nhân người Hoa) người khai phá vùng đất Hà Tiên, Kiên Giang (của Chân Lạp) xin nội thuộc chúa Nguyễn, chúa Nguyễn phong chức Tổng binh cai quản
Từ năm 1736-1739, Mạc Thiên Tứ (con Mạc Cửu) khai phá thêm vùng đất Cà Mau, Bạc Liêu, Cần Thơ (của Chân Lạp) đưa vào lãnh thổ Đàng Trong.
Năm 1732, chúa Nguyễn Phúc Chú nhận đất dâng từ vua Chân Lạp là Nặc Tha (Satha II), hai vùng đất là Peam Mesar (Mỹ Tho) và Longhôr (Vĩnh Long).
Năm 1756, vua Chân Lạp là Nặc Nguyên (Ang Snguon) sau khi bị chúa Nguyễn Phúc Khoát đánh bại đã dâng vùng đất Tân An, Gò Công để cầu hòa.
Năm 1757, vua Nặc Nguyên chết, chú là Nặc Nhuận (Neac Ang Nhuan) dâng 2 xứ Preah Trapeang và Basac (vùng đất Trà Vinh và Sóc Trăng) để được chúa Nguyễn Phúc Khoát phong làm vua Chân Lạp. Sau khi Nặc Nhuận chết, chúa Nguyễn Phúc Khoát đã hỗ trợ Nặc Tôn (Outey II) lên ngôi và bảo vệ trước sự tấn công của Xiêm La, vua Nặc Tôn đã dâng vùng đất ngày nay là Châu Đốc, Sa Đéc cho chúa Nguyễn.
Riêng Mạc Thiên Tứ, Nặc Tôn dâng năm phủ Hương Úc, Cần Bột, Trực Sâm, Sài Mạt và Lình Quỳnh để đền ơn giúp đỡ. Mạc Thiên Tứ đem hết đất ấy dâng cho Chúa Nguyễn. Chúa Nguyễn cho sáp nhập vào Hà Tiên trấn, giao cho họ Mạc cai quản.
Khi đặt chân vào vùng Nam Bộ, Chúa Nguyễn không phải đối mặt với đế chế Khmer hùng mạnh (sụp đổ vào năm 1432) mà đối mặt với các nhà nước rời rạc của người Khmer, những vương quốc nhỏ, yếu ớt, chia rẽ, thậm chí nhiều lần hiến đất để các chúa Nguyễn dùng quân đội hỗ trợ các tranh chấp giữa họ với nhau.
Chúa Nguyễn cuối cùng tích hợp được vùng đất mà ngày nay gọi là Đông Nam Bộ rộng khoảng 23.600 km² (9.100 mile2) và tích hợp vùng đất màu mỡ nhất của khu vực châu thổ Mê Kông nằm ở hạ lưu rộng 40.000 km² (15.400 mile2) và nằm ở vị trí địa lý chiến lược nhất, Campuchia không còn đường ra biển qua cửa sông Mê Kông.

### Các hướng mở rộng khác
- Nhà Nguyễn

Lãnh thổ Đại Nam dưới thời Hoàng đế Minh Mạng

Cùng với việc mở rộng lãnh thổ trên đất liền, chính quyền Đàng Trong lần lượt đưa người ra khai thác và kiểm soát các hòn đảo lớn và quần đảo trên biển Đông và vịnh Thái Lan. Quần đảo Hoàng Sa được khai thác và kiểm soát từ đầu thế kỷ 17, Côn Đảo từ năm 1698, Phú Quốc từ năm 1708 và quần đảo Trường Sa từ năm 1711.
Năm 1816, vua Gia Long chính thức cho cắm cờ, xác lập chủ quyền, giao đội Hoàng Sa và đội Bắc Hải thay mặt quản lý hai quần đảo Hoàng Sa và Trường Sa. Trước đó khoảng 200 năm các chúa Nguyễn cũng đã lập đội Hoàng Sa hằng năm đi ra các đảo tìm kiếm sản vật.
Năm 1830, vua Minh Mạng sáp nhập vùng Tây Nguyên, rộng khoảng 60.000 km² (~23.000 mile2) vào lãnh thổ Việt Nam. Tuy nhiên các bộ tộc người Thượng vẫn được quyền tự trị của mình cho tới năm 1898 khi người Pháp trực tiếp tổ chức cai trị ở đây.
Lãnh thổ Việt Nam dưới thời Minh Mạng được xem là rộng lớn nhất trong lịch sử Việt Nam, diện tích bao phủ gần hết bán đảo Đông Dương dưới những mức độ và tính chất chính trị khác nhau (nhiều vùng xa xôi phía tây trên đất Lào và Campuchia chỉ triều cống).

## Thời Pháp đô hộ
Hòa ước Nhâm Tuất (1862) buộc triều đình nhà Nguyễn nhượng 3 tỉnh Nam Kỳ là Biên Hòa, Gia Định, Mỹ Tho cho Pháp. Tiếp sau đó tỉnh Hà Tiên, An Giang, Vĩnh Long cũng bị sáp nhập nốt vào lãnh thổ bảo hộ của Pháp.
- Năm 1870, Pháp cùng Cao Miên điều chỉnh ranh giới tại vùng thượng nguồn giữa hai sông Vàm Cỏ Tây, Vàm Cỏ Đông, vốn thuộc hai hạt Trảng Bàng và Tây Ninh của Nam Kỳ: phần lớn đất đai vùng này là vùng lồi Svay Tieep-Svay Rieng (nay thuộc tỉnh Svay Rieng) giao cho Campuchia, bù lại cắt một phần đất nhỏ dọc bờ tây nam rạch Cái Cậy (thượng lưu của sông Vàm Cỏ Đông) vốn thuộc tỉnh Prey Veng lúc đó giao cho Nam Kỳ (về sau vùng này lại trả về cho Campuchia bởi nghị định của Toàn quyền Đông Dương năm 1914).[10]
- Năm 1873, Pháp hoàn thành việc cắt chỉnh địa giới hai hạt Hà Tiên và Châu Đốc của Nam Kỳ, phần đất phía bắc kênh Vĩnh Tế và thị xã Hà Tiên ngày nay giao cho Campuchia.[11]
- Năm 1874, Pháp ký với triều đình Huế Hòa ước Giáp Tuất (1874) công nhận sự thống trị của Pháp với toàn Nam Kỳ.
- Năm 1893, hiệp ước Pháp-Xiêm (1893) theo đó nhượng toàn bộ vùng lãnh thổ phía Đông sông Mê Kông cho Pháp, gạt bỏ lực lượng quân sự và những ảnh hưởng của Xiêm tại vùng cao nguyên thượng sông Srêpốk. Vùng đất nhượng lại này bao gồm cả tỉnh Stung Treng, năm 1899 địa khu Đắk Lắk được thành lập từ Stung Treng. Năm 1904, Đắk Lắk được sáp nhập vào Việt Nam.
- Năm 1899, phần lớn tỉnh Stung Treng chuyển giao lại cho Campuchia từ Lào. Phần lãnh thổ bên phải sông Đắk Đăm (prek Dak Dam) chuyển về cho Việt Nam.
- Năm 1939, Toàn quyền Pháp Jules Brévié đã thông qua đường Brévié phân chia quản lý hành chính tại vịnh Thái Lan, trong khi vẫn bảo lưu nguyên trạng về chủ quyền lãnh thổ các bên.

Thực dân Pháp thành lập Liên bang Đông Dương bao gồm:
- Lào (Laos)
- Cao Miên (Cambodge)
- Bắc kỳ (Tonkin), từ Ninh Bình trở ra
- Trung kỳ (Annam), từ Thanh Hóa vào tới Bình Thuận
- Nam kỳ (Cochinchine), từ Đồng Nai tới Cà Mau

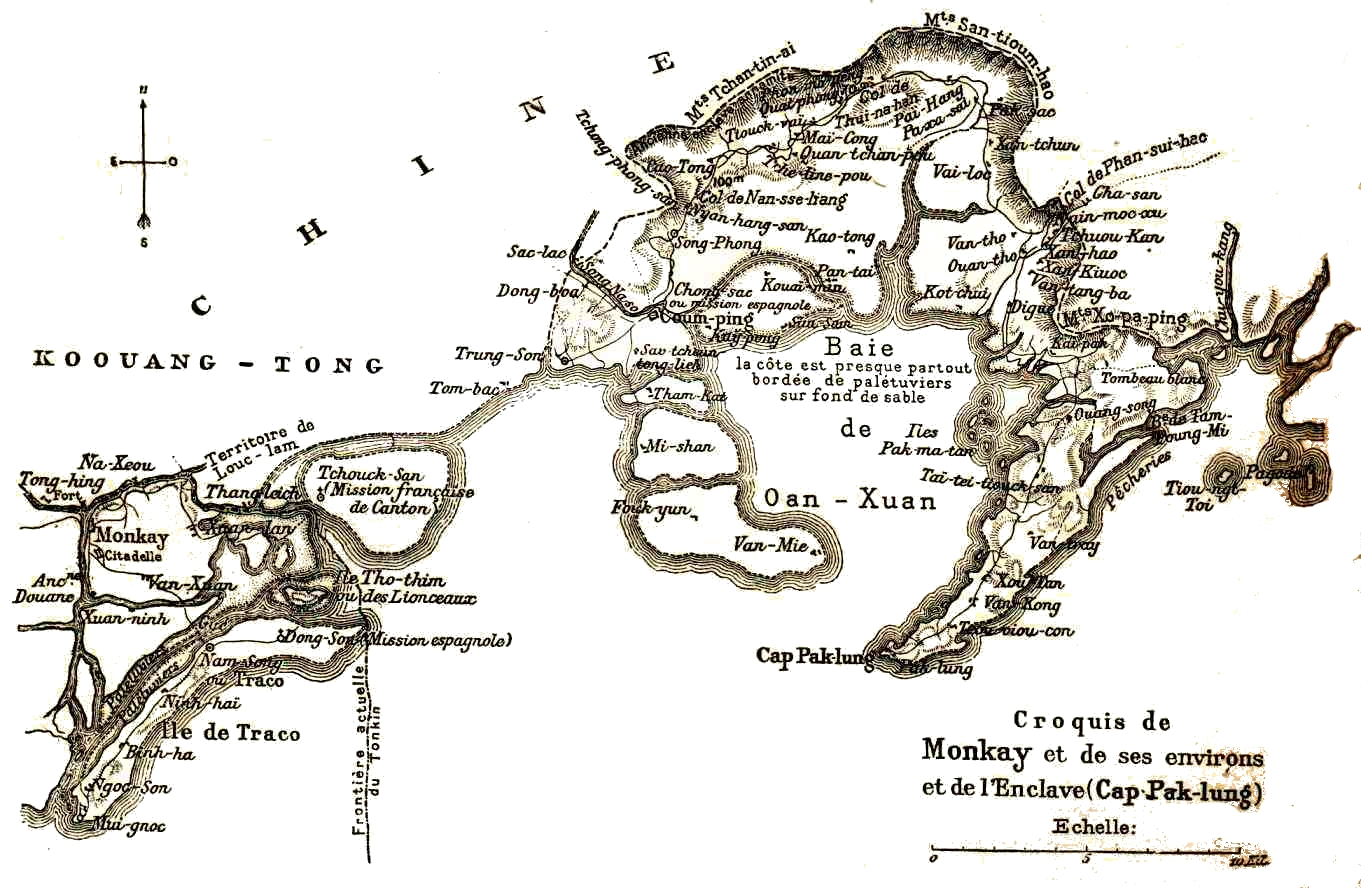
Mũi Bạch Long (Paklung) và khu vực phía bắc sông Bắc Luân trên bản đồ 1888 bị cắt nhường cho nhà Thanh năm 1887

Người Pháp đã có những tranh chấp với nhà Thanh (Trung Quốc) ở phía bắc về lãnh thổ. Tới năm 1895, từ Công ước Pháp-Thanh 1895 đã đưa về phần lớn vùng đất Lai Châu, Điện Biên và một phần Lào Cai ngày nay thuộc về xứ Bắc Kỳ còn một phần đất ở bắc sông Bắc Luân thuộc về nhà Thanh. Sầm Châu (Huaphanh) và Xiêng Khoảng bị cắt cho Lào.
Tại Nam Kỳ theo Thống đốc Marie Jules Dupré ghi nhận năm 1874 cũng bao gồm một số hải đảo trong Vịnh Xiêm La phụ thuộc Hà Tiên mà sau đó Toàn quyền Đông Dương Joseph Jules Brévié ra nghị quyết năm 1939 ấn định lằn ranh Brévié trao cho Cam Bốt quản lý vì lý do địa lý, nhưng không có nghĩa là Nam Kỳ khước bỏ chủ quyền. Những đảo này là:
1. Hòn Dừa (tiếng Pháp: Ile de la Baie),
2. Hòn Năng Trong (Ile du Milieu),
3. Hòn Năng Ngoài (Ile à l'Eau),
4. Hòn Tre Nấm (Archipel des Pirates Nord),
5. Hòn Tai (Ile du Pic),
6. Hòn Kiến Vàng (Ile des Fourmis), và
7. Hòn Keo Ngựa (Ile du Cheval).

## Thời kỳChiến tranh Việt Nam
Từ 1954 đến 1975, Việt Nam tạm thời bị chia thành 2 vùng tập kết quân sự với giới tuyến tạm thời tại vĩ tuyến 17:
- Miền Bắc là Việt Nam Dân chủ Cộng hòa
- Miền Nam là Việt Nam Cộng hòa và Cộng hòa miền Nam Việt Nam

Việt Nam Cộng hòa tiếp tục tuyên bố chủ quyền với những hòn đảo trong Vịnh Xiêm La như:
1. Hòn Dừa (tiếng Pháp: Ile de la Baie), bị Cam Bốt chiếm năm 1938
2. Hòn Năng Trong (Ile du Milieu), chiếm năm 1956
3. Hòn Năng Ngoài (Ile à l'Eau), chiếm năm 1956
4. Hòn Tre Nấm (Archipel des Pirates Nord), chiếm năm 1958
5. Hòn Tai (Ile du Pic), chiếm năm 1958
6. Hòn Kiến Vàng (Ile des Fourmis), chiếm năm 1960
7. Hòn Keo Ngựa (Ile du Cheval), chiếm năm 1960.

Việt Nam Cộng hòa cũng tiếp thu quần đảo Hoàng Sa (nhóm Trăng Khuyết) kế tục từ Quốc gia Việt Nam, nhưng bị Cộng hòa Nhân dân Trung Hoa chiếm năm 1974; và quản lý Quần đảo Trường Sa cho đến 1975 thì Việt Nam Dân chủ Cộng hòa và Cộng hòa Miền Nam Việt Nam kế tục quản lý.

## Lãnh thổ không còn kiểm soát

### Đất mất về Trung Hoa

Biên giới Việt Nam-Trung Quốc vào đầu nhà Thanh Trung Quốc (khoảng 1650), trong đó đoạn phía tây là biên giới giữa xứ Hưng Hóa Đại Việt với tỉnh Vân Nam Đại Thanh (khu vực Việt Nam mất nhiều đất cho Trung Quốc), so với biên giới Việt Nam-Trung Quốc ngày nay.

Biến động biên giới Việt - Trung trong thời kỳ 1428-1895.

Đất Tụ Long mất năm 1887 và 1895.

#### Xưa thuộc Cao Bằng
Thời Lý mấy châu Quảng Nguyên, Vật Dương, và Vật Ác bị nhà Tống chiếm đoạt. Sau triều đình lấy lại được Quảng Nguyên (với mỏ bạc Tụ Long) nhưng Vật Dương và Vật Ác mất hẳn.

#### Xưa thuộc Hà Giang

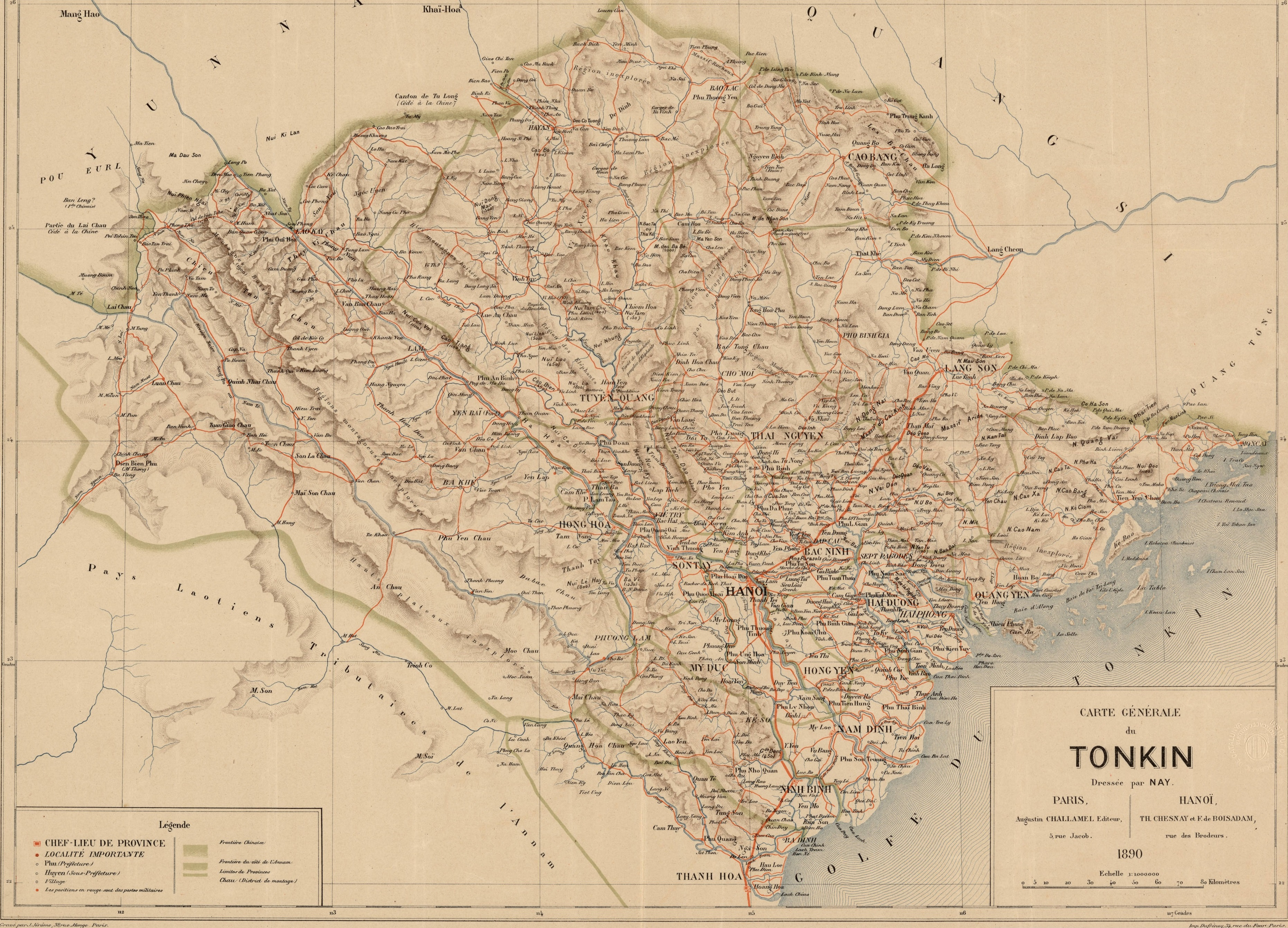
Bản đồ Bắc Kỳ năm 1890 sau Công ước Pháp-Thanh 1887 nhưng trước Công ước Pháp-Thanh 1895.

Đất Tụ Long đến thời nhà Nguyễn mạt thuộc trấn Tuyên Quang. Theo Công ước Pháp-Thanh 1887 thì Pháp nhường 3/4 đất tổng Tụ Long gồm cả các xã Tụ Long, Bình Di và một phần xã Phấn Vũ thuộc tỉnh Hà Giang, Bắc Kỳ cho tỉnh Vân Nam thuộc nhà Thanh với diện tích khoảng 750 km².

#### Xưa thuộc Quảng Yên

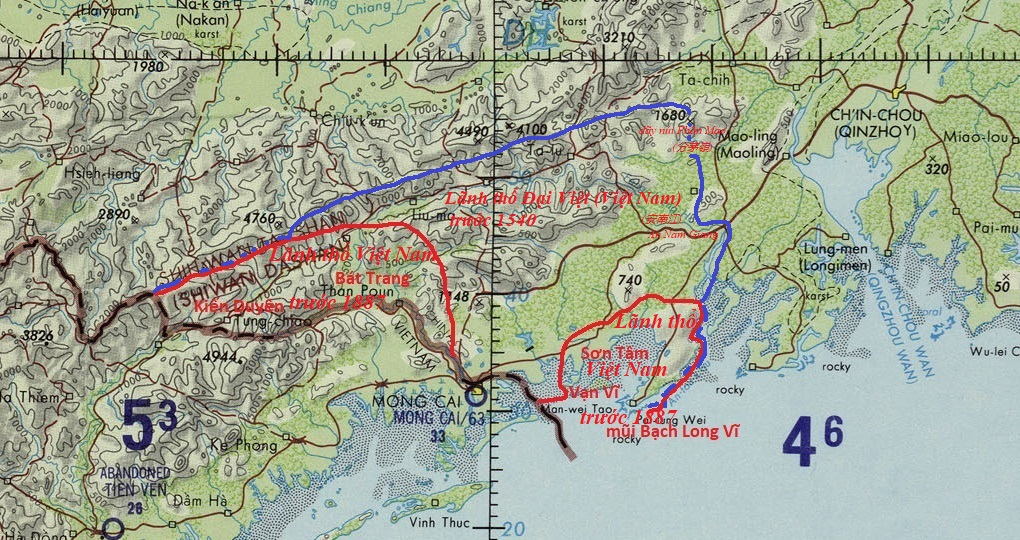
Biên giới phía đông bắc Việt Nam với Trung Quốc qua các thời kỳ phong kiến và hiện đại. Các vùng lãnh thổ đông bắc Việt Nam mất về Trung Quốc.

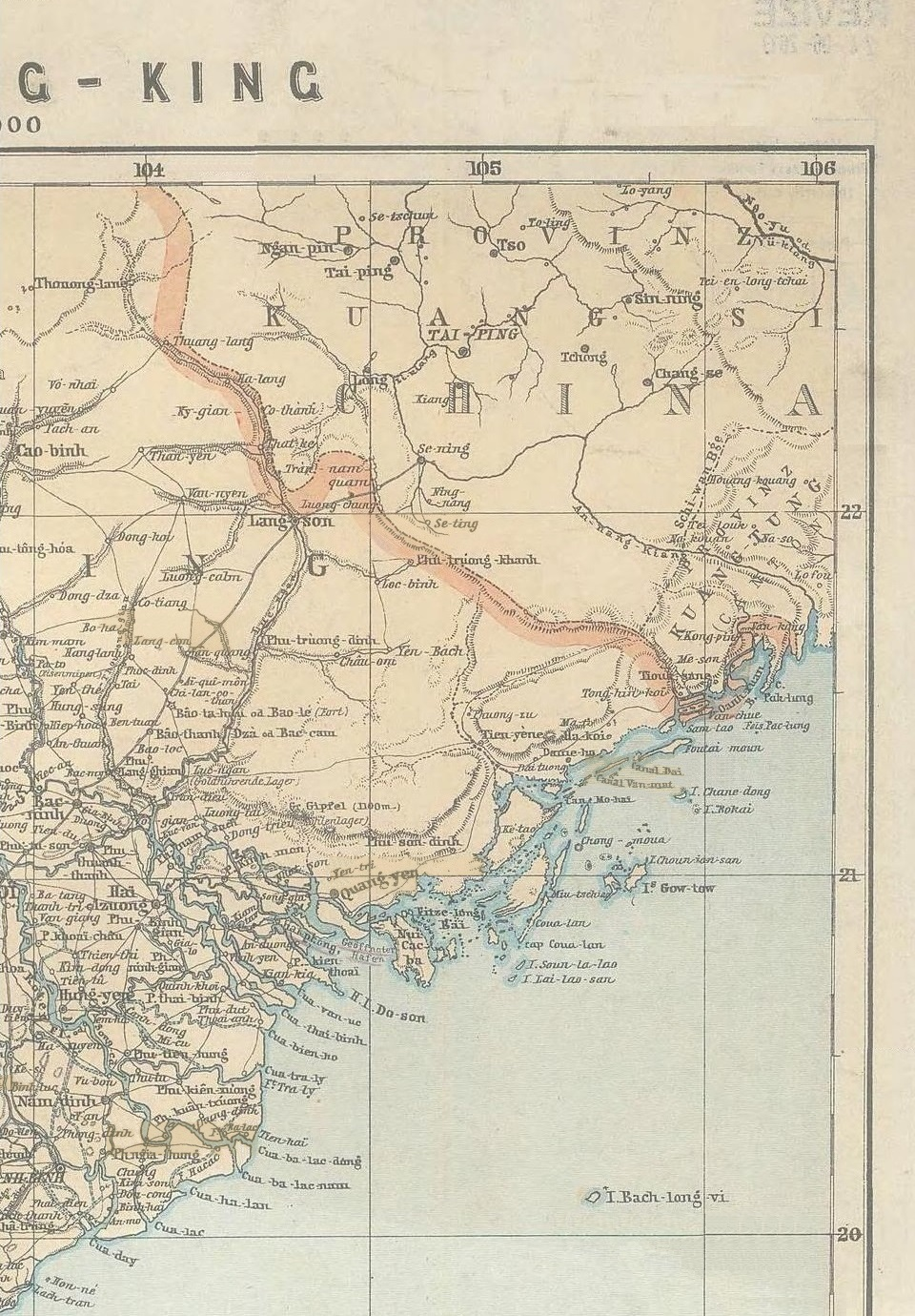
Bản đồ Bắc Kỳ năm 1883, (các vùng ven vịnh Bắc Bộ, (quanh vịnh Vạn Xuân (Oan-xuan) gồm: Tam Đảo Kinh tộc (Sam-tao), bán đảo Bạch Long Vĩ (C. Pak-lung) cho đến bờ sông An Nam Giang (An-nang-kiang) thuộc lãnh thổ Đại Nam.

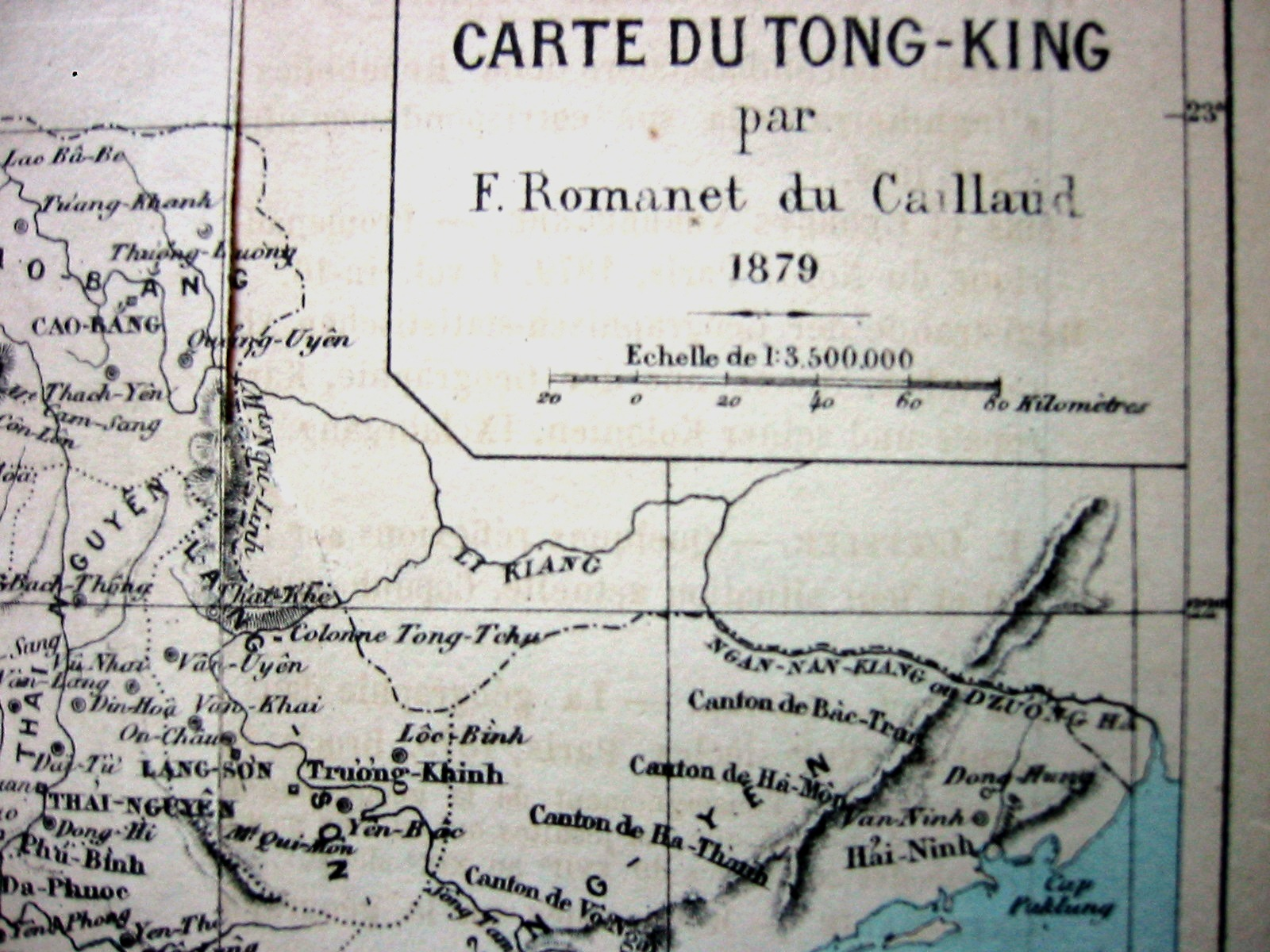
Biên giới Việt-Hoa năm 1879 đặt ở sông Dương Hà, tức An Nam Giang.

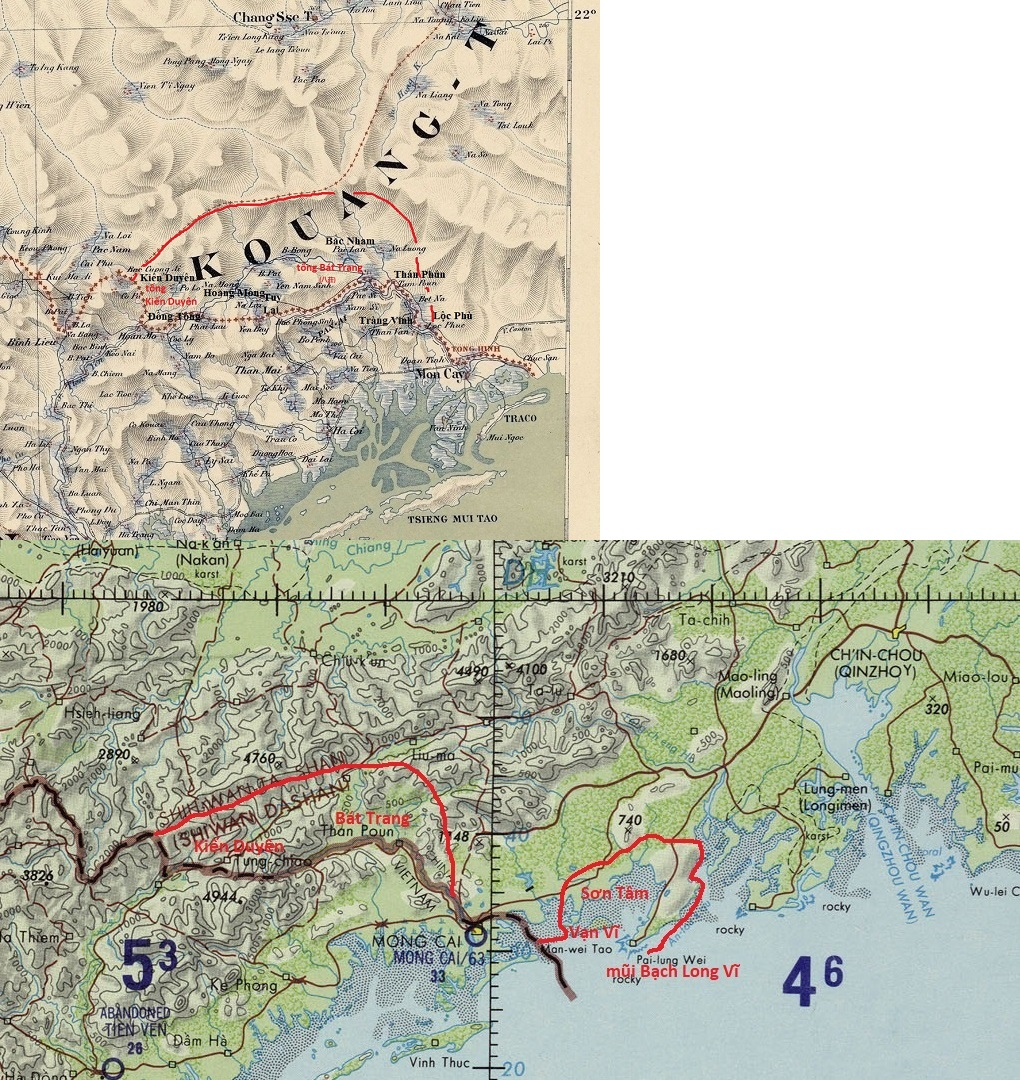
Các phần đất Việt Nam thuộc tỉnh Quảng Yên (Quảng Ninh) bị mất về Trung Quốc sau các công ước Pháp-Thanh 1887 và 1895, là các xãː Bắc Nham, Hoàng Mộng, Tuy Lai, Nật Sơn, Thượng Lại, Cổ Hoằng và Vụ Khê thuộc tổng Bát Trang cùng với các xã Kiến Duyên, Đồng Tông thuộc tổng Kiến Duyên phủ Hải Ninh. Mũi Bạch Long hay mũi Bạch Long Vĩ (Paklung) thuộc xã An Lương, cùng các làng Mễ Sơn (米山, Mi-shan), Vạn Vĩ (澫尾 hay 萬尾, Van-mie), Mi Sơn tổng Hà Môn phủ Hải Ninh trên các bản đồ sau năm 1887 đã bị cắt cho Trung Quốc.

Thời nhà Mạc, Mạc Đăng Dung nộp 6 động của châu Vĩnh An, trấn Yên Bang cho nhà Minh.
Năm 1887 người Pháp nhân danh nước bảo hộ triều đình Huế ký Hiệp ước Pháp-Thanh nhường thêm một dải đất duyên hải cho nhà Thanh. Sông Dương Hà (sông An Nam Giang) trước kia là đường biên giới nay lùi biên giới xuống phía nam, lấy cửa sông Bắc Luân ở Hải Ninh (Móng Cái) làm địa giới.

#### Thuộc và giáp với Điện Biên, Lai Châu ngày nay

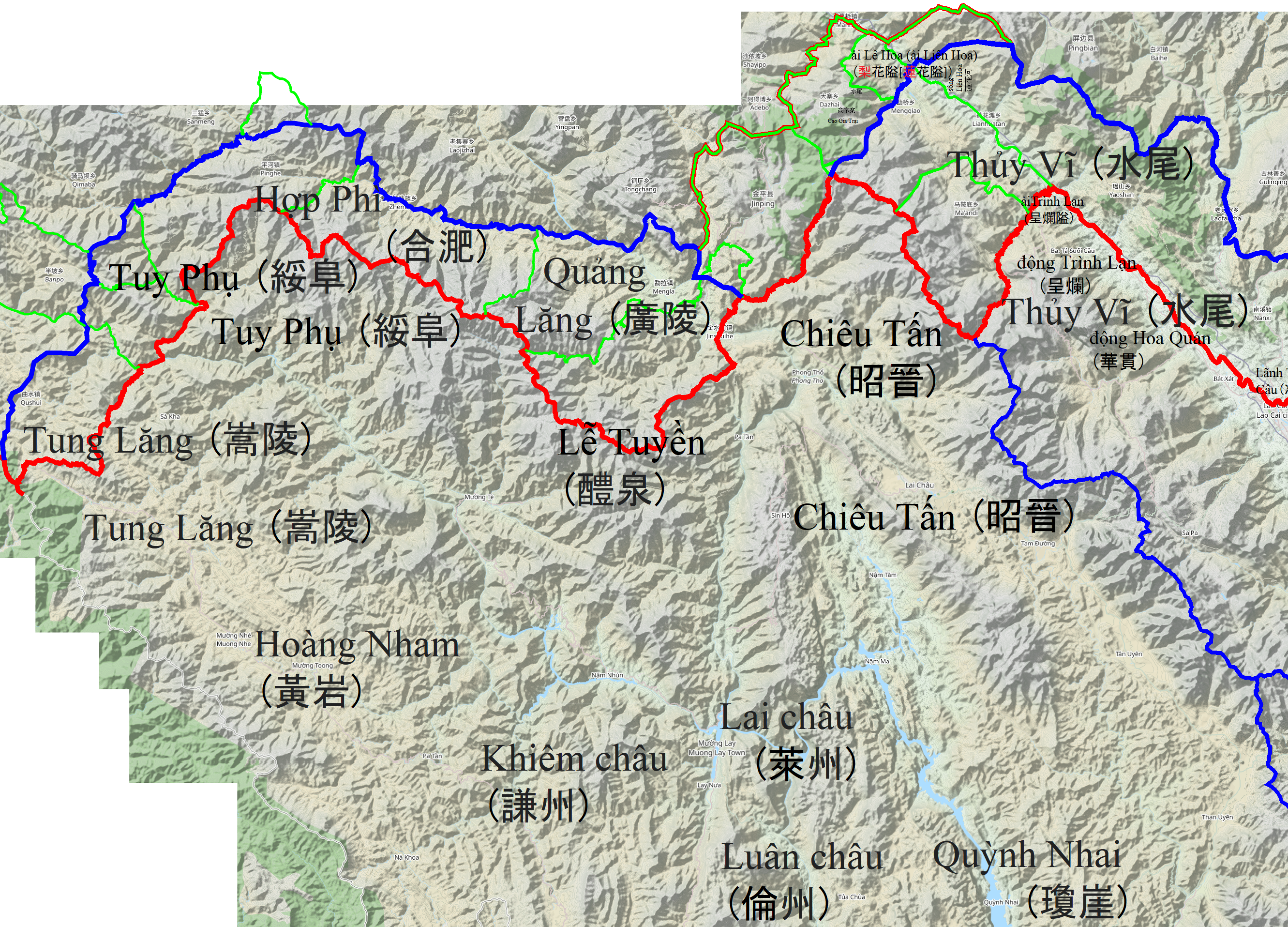
Bản đồ châu Phục Lễ (復醴), sau là phủ An Tây thừa tuyên Hưng Hóa của Đại Việt thời Lê sơ.

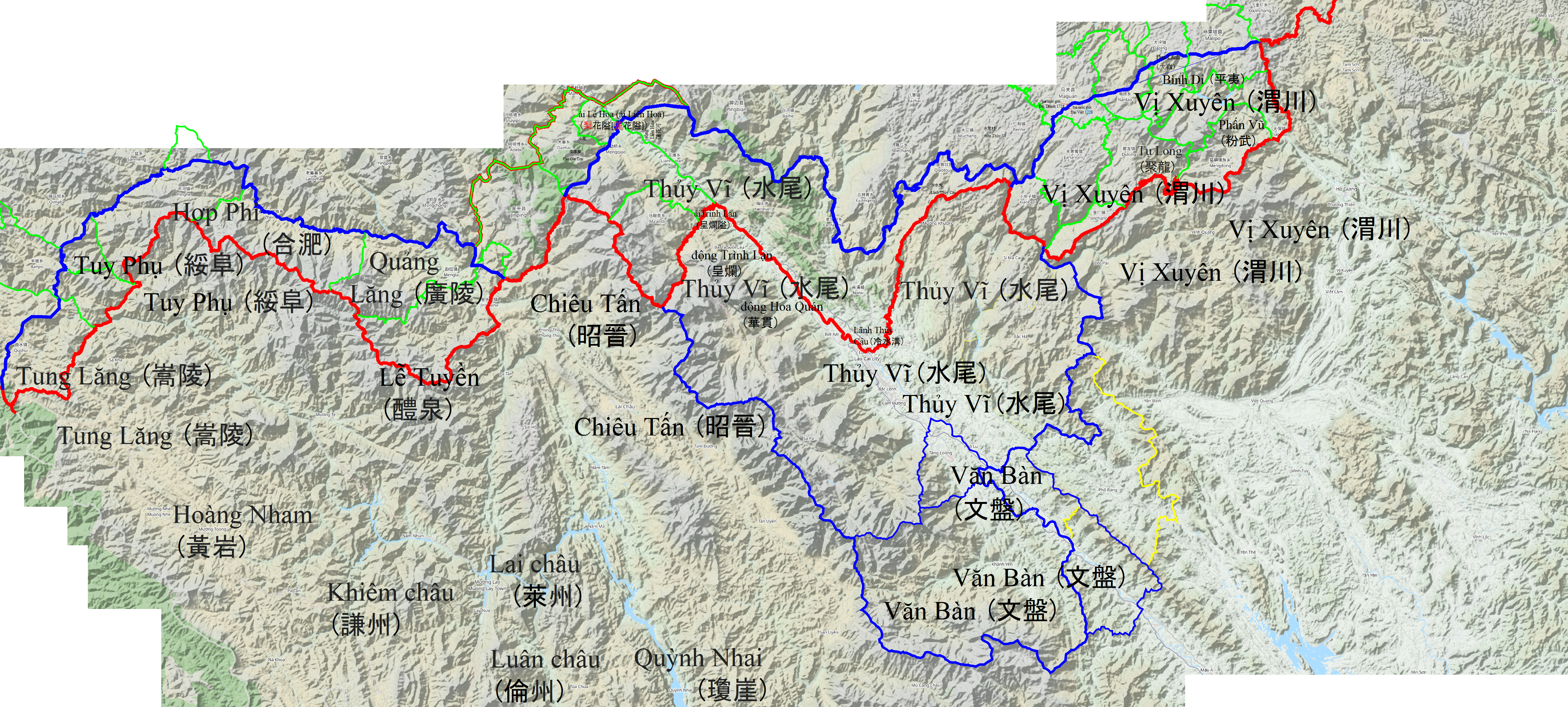
Bản đồ châu Thủy Vĩ phủ Quy Hóa trấn Hưng Hóa nước Đại Việt thời Hậu Lê.

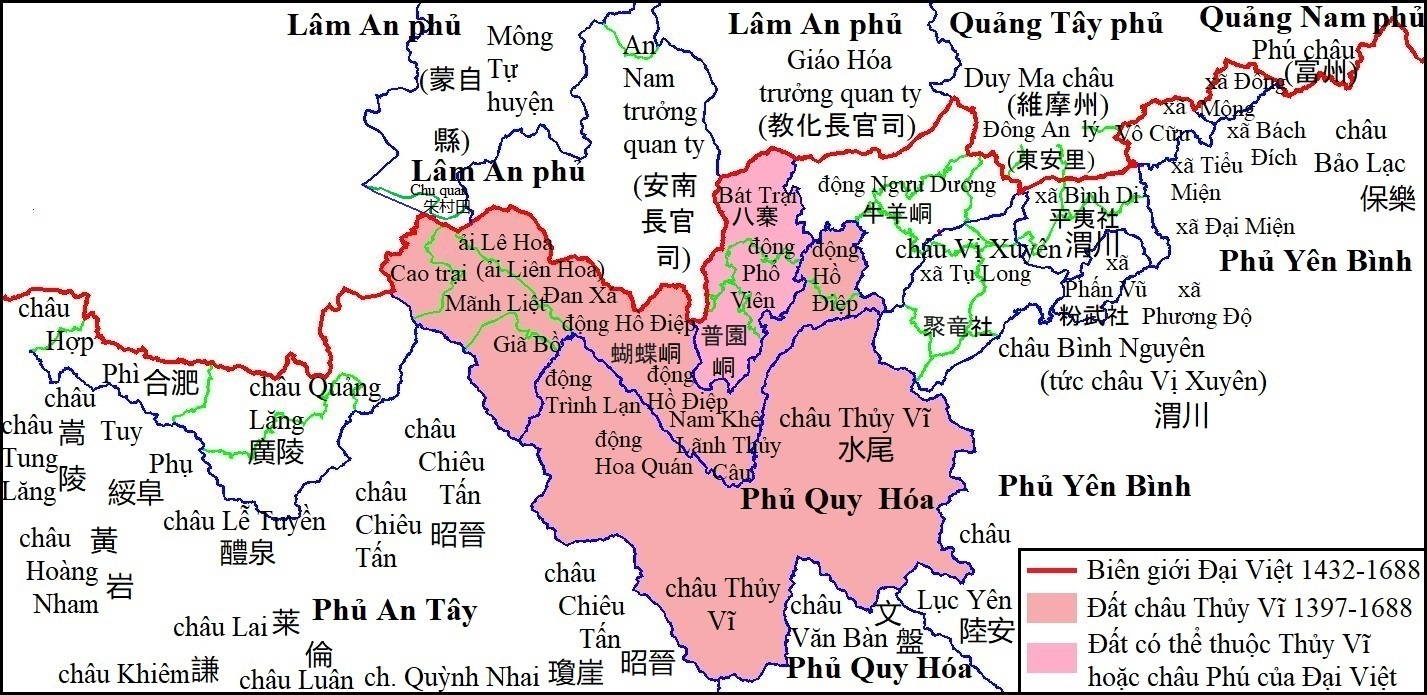
Bản đồ châu Thủy Vĩ thời kỳ 1397 - 1688, trên vùng biên giới Đại Việt - Đại Minh 1428-1644, và biên giới Đại Việt - Đại Thanh 1644-1688.

Đời Cảnh Hưng nhà Hậu Lê, các châu Tung Lăng, Lễ Tuyền, Hoàng Nham, Hợp Phì, Tuy Phụ, và Khiêm của phủ An Tây, trấn Hưng Hóa bị mất về tay nhà Thanh, nhập vào tỉnh Vân Nam.
Theo Lê Quý Đôn: Châu Tuy Phụ (綏阜) thổ âm gọi là Mường Tè có 2 động là: Nậm Mạ và Nậm Lân. Châu Hoàng Nham (黃岩) thổ âm gọi là Mường Tông (Mường Toong), có 2 động là: Ngà và Mỏ Sạch. Động Ngà có mỏ Vàng còn Mỏ Sạch là đất mỏ sắt. Châu Tung Lăng (嵩陵) thổ âm gọi là Phù Phang, có 3 động là: Cống Võng, Nậm Cảm và Suối Vàng. Châu Khiêm (謙州) thổ âm gọi là Mường Tinh (Nay không rõ ở đâu, nhưng có thể là Mường Teun (khoảng Lão Tập Trại huyện Kim Bình tỉnh Vân Nam). Cũng có thể là M.Boum (nay khoảng xã Bum Nưa, Bum Tở huyện Mường Tè nằm giữa xã Mường Toong (Hoàng Nham xưa) và thị xã Mường Lay (Mường Lễ xưa), theo đoạn viết về sông Đà bên dưới). Châu Lễ Tuyền (醴泉) thổ âm gọi là Mường Bẩm (có thể là mường Boum (M.Boum), nhưng cũng có thể là địa danh M.Léo (gần Ki Ma Pa (骑马坝) trong bản đồ Bắc Kỳ năm 1902 mà nay là khoảng hương Bán Pha (半坡) huyện Lục Xuân châu Hồng Hà tỉnh Vân Nam Trung Quốc). Châu Hợp Phì (合淝) thổ âm gọi là Mường Mày (có thể là Mường Mì hay Xiềng My, nay là hương Giả Mễ (者米乡, Zhe-mi-xiang) huyện Kim Bình châu Hồng Hà tỉnh Vân Nam). Châu Quảng Lăng (廣陵), (khác với Tung Lăng), thổ âm gọi là Mường La (nay là hương Mường Lạp, Meng-la-xiāng (勐拉乡) huyện Kim Bình châu Hồng Hà tỉnh Vân Nam Trung Quốc), có 3 phố người Hoa là: Hồ Quảng, Quảng Tây và Khai Hóa, nằm bên dưới 6 châu kể trên và bên trên châu Chiêu Tấn. (Quan niệm trên dưới của Lê Quý Đôn có lẽ là theo hướng đường bộ đi từ Mường Thu (Chiêu Tấn) qua Quảng Lăng mới đến 6 châu kể trên.) Cả bảy châu này đến thời Lê Quý Đôn đều mất về Trung Quốc. Riêng về châu Quảng Lăng, Lê Quý Đôn viết: "Châu Quảng Lăng thổ âm là Mường La, bên trái sông Kim Tử (Trung Quốc) và ở phía trên châu Chiêu Tấn, đi từ Mường Thu phải 2 ngày, từ Văn Bàn phải 6 ngày, từ Kinh ra đi phải 26 ngày. Trước châu này bị viên huyện Kiến Thủy (Trung Quốc) chiếm riêng, đến nay (năm Đinh Dậu niên hiệu Cảnh Hưng) đã 93 năm,..."
Mặt khác, Lê Quý Đôn viết về sông Đà như sau:"... Sông Đà ở về bên trái sông Mã, phát nguyên từ châu Ninh Viễn tỉnh Vân Nam Trung Quốc, chảy đến bên phải chỗ ngã ba thuộc huyện Kiến Thủy,... (Đoạn này Quý Đôn nói về sông Mê Kông và nhầm 2 sông thông với nhau) ..., về đường chính có một chi chảy xuống làm thành sông Hắc Thủy, chảy qua Tuy Phụ (Mường Tè), Hoàng Nham (Mường Tông), Khiêm Châu đến Mường Lễ thuộc Lai Châu nước ta. Về bên trái là sông Na, từ sông Kim Tử (Kim Thủy Hà (金水河) châu Quảng Lăng (Mãnh Lạp (勐拉, Meng La)) chảy đến hội tụ, đấy là sông Đà, nước sông trong suốt, chảy xuống các động Phù Tây, Hảo Tế thuộc châu Quỳnh Nhai,..."
Theo Phạm Thận Duật: Châu Lai (Lai (châu) tiếp giáp châu Quỳnh Nhai và châu Luân ở phía Đông, phía Nam giáp châu Ninh Biên và nước Ai Lao, phía Tây giáp huyện Kiến Thủy phủ Lâm An (臨安府) tỉnh Vân Nam Trung Quốc thời nhà Thanh và sông Cửu Long (theo Hưng Hóa kỷ lược), phía Bắc giáp châu Quảng Lăng của Trung Quốc và sông Kim Tử thuộc châu Chiêu Tấn. (Sông Kim Tử là Kim Thủy Hà (金氺河) nay thuộc Vân Nam Trung Quốc. Sông Cửu Long ở đây có lẽ là sông Nam Ou chi lưu của Mekong ở bắc Lào.) 

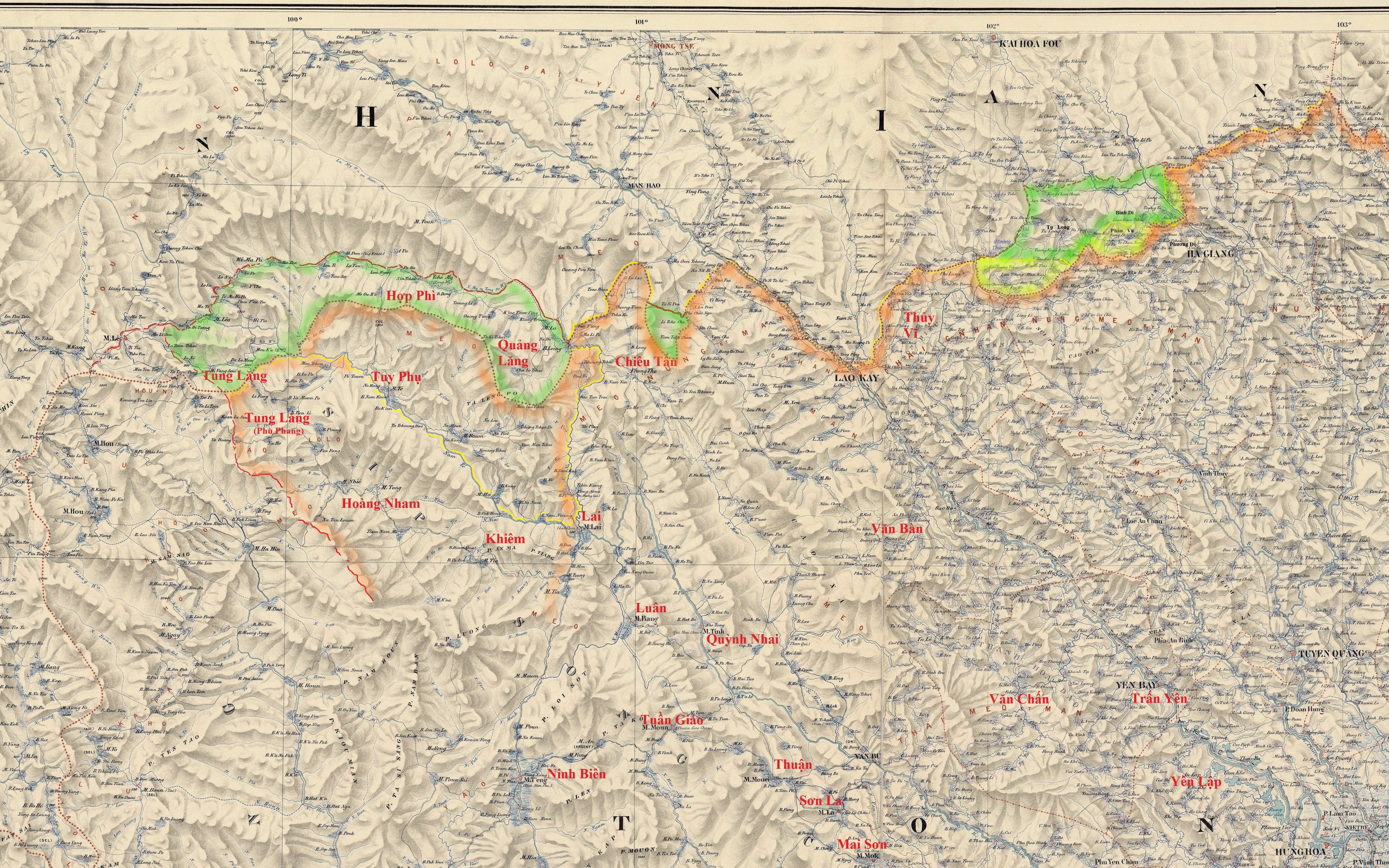
Các địa danh vùng biên giới tây bắc giữa tỉnh Hưng Hóa (Việt Nam) với tỉnh Vân Nam (Trung Quốc) vào đầu thế kỷ 20, được cho là 7 châu (trừ Chiêu Tấn) Việt Nam mất về Trung Quốc: Mường La-Quảng Lăng, Mường Tè-Tuy Phụ, Mường Tong-Hoàng Nham, Phong Thổ-Chiêu Tấn, Mường Boum hoặc M.Léo-Lễ Tuyền, Tché My (Xiềng My)-Hợp Phì, Khiêm Châu - Mường Tinh (M.Tía), Tung Lăng - Phù Phang (Pou Fang gần Mường Nhé (M.Nhié)) hoặc Quảng Lăng (Ta Leng Po).

Khoảng 03 châu hạ lưu sông Đà kể từ châu Tuy Phụ trở xuống là: Tuy Phụ (tức Mường Tè), Hoàng Nham (tức Mường Tông, Mường Nhé) và có thể là Khiềm Châu, đến Công ước Pháp-Thanh năm 1895 thời Pháp thuộc, người Pháp đã thương lượng lấy lại được về thuộc Bắc Kỳ, nhưng đổi lại cắt thêm các vùng đất còn lại của Tụ Long tỉnh Hà Giang cho nhà Thanh.

### Đất mất về Lào

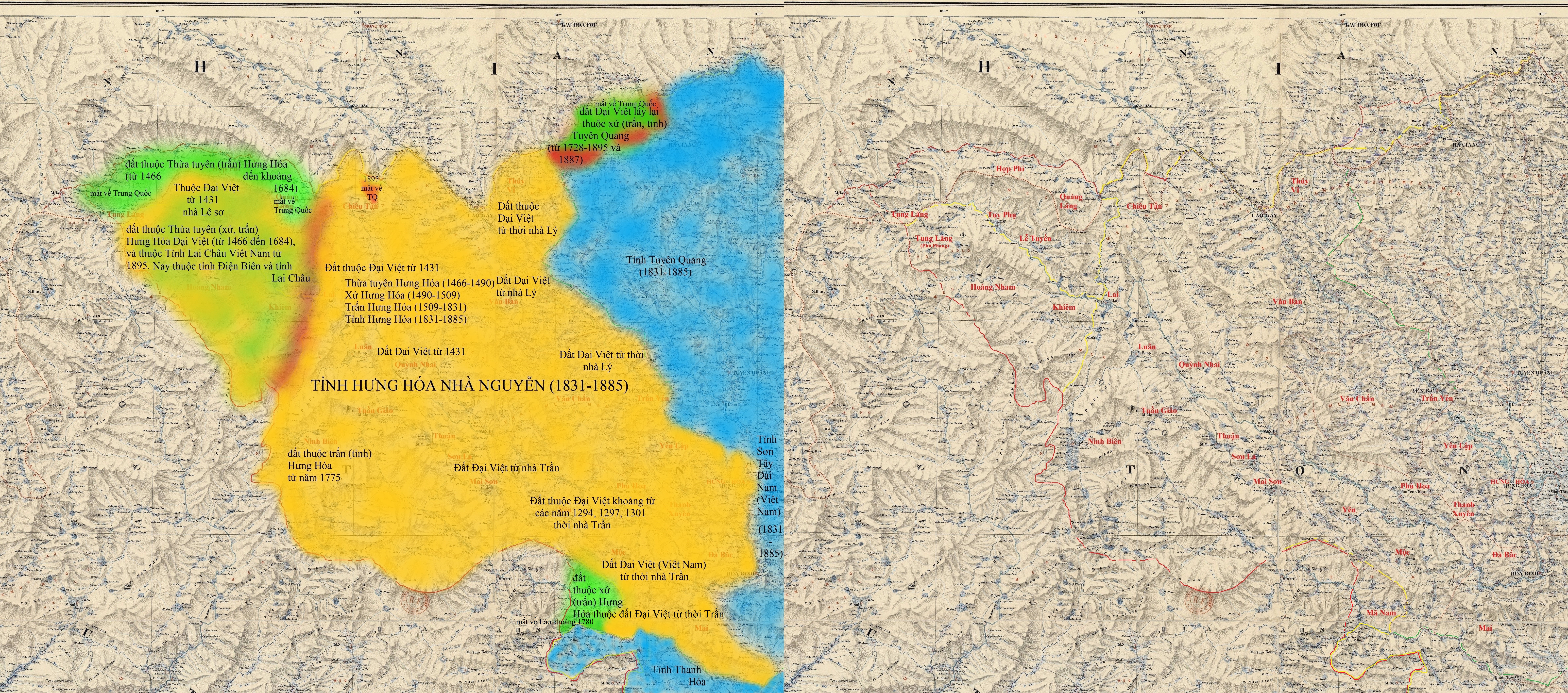
Hưng Hóa với vị trí các địa danh châu huyện thuộc các phủ Quy Hóa, An Tây, Điện Biên, Gia Hưng của xứ Hưng Hóa tiếp giáp Trung Quốc, và Lào gồm (Văn Bàn, Thủy Vĩ, Chiêu Tấn, Quảng Lăng, Hợp Phì, Tuy Phụ, Hoàng Nham, Lễ Tuyền, Tung Lăng, Khiêm, Lai, Luân, Thuận, Tuần Giáo, Ninh Biên, Quỳnh Nhai, Sơn La, Mai Sơn, Yên, Phù Hoa, Mộc, Đà Bắc, Mã Nam, Mai, Thanh Xuyên, Yên Lập, Văn Chấn và Trấn Yên).

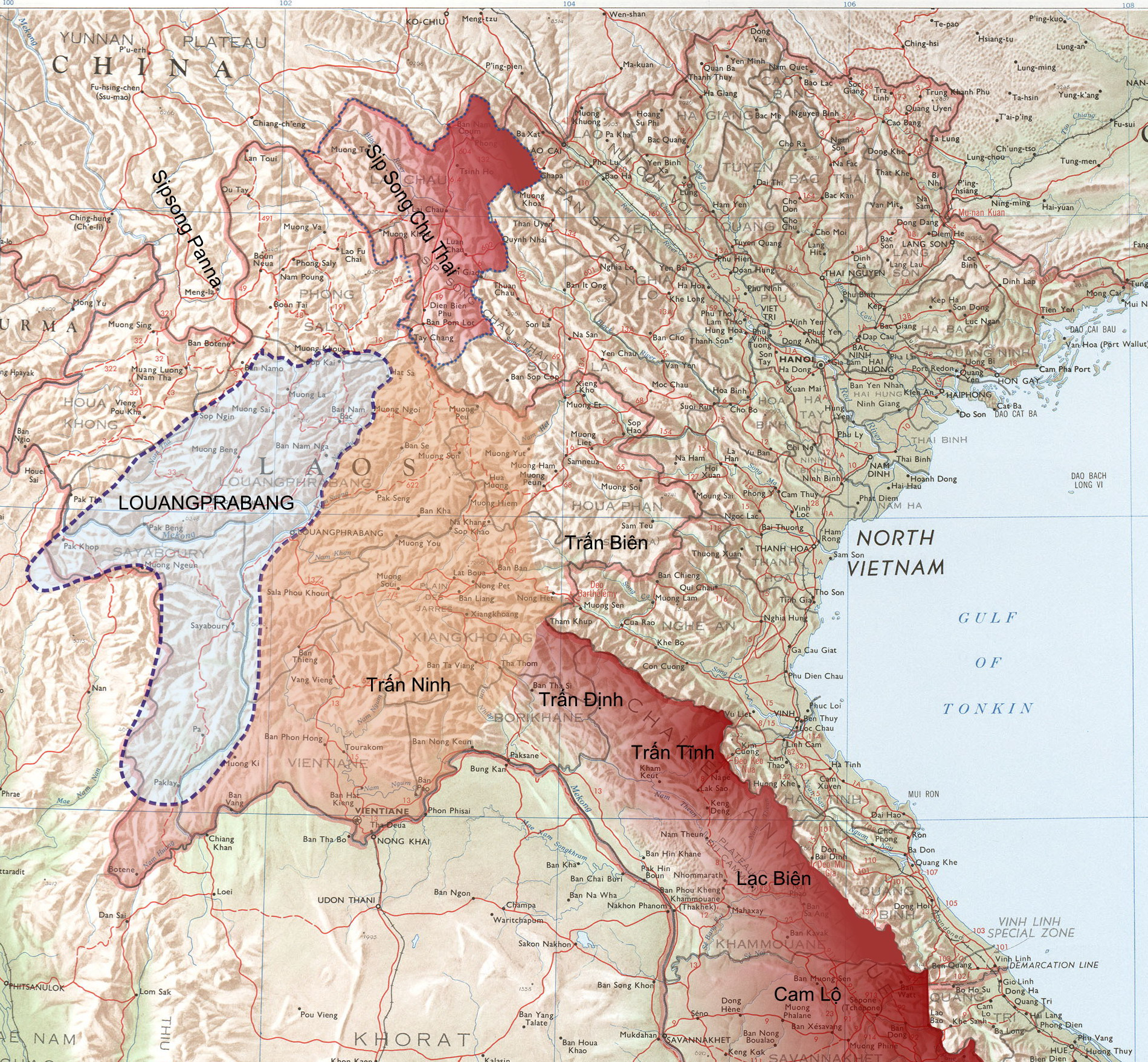
Các Trấn của Việt Nam nay thuộc lãnh thổ Lào

#### Xưa thuộc Thanh Hóa
Đời nhà Nguyễn huyện Sầm Nưa, phủ Trấn Biên, Thanh Hóa thuộc Việt Nam năm 1827, sau bị nhập vào nước Lào.

#### Xưa thuộc Nghệ An
Trấn Ninh bị mất một phần về tay Xiêm La sau cuộc chiến Việt Xiêm (1833-1834). Năm 1893, lúc này Pháp đã thành lập liên bang Đông Dương, đã dựa theo địa hình và cắt tỉnh Huaphanh (Hủa Phăn), Xiêng Khoảng giao về lãnh thổ Lào (Ai Lao).
Ba huyện Cam Môn, Cam Cát, và Cam Linh, phủ Trấn Định, Nghệ An, thuộc Việt Nam năm 1827, mất về tay người Lào năm 1840.
Phủ Trấn Ninh gồm bảy huyện Khám Liên, Quảng, Khang, Cát, Xuy, Mộc, và Liêm cũng nhập vào nước Lào, nay là Xiêng Khoảng của Lào.
Phủ Lạc Biên, nội thuộc Việt Nam năm 1828 sau tách theo Lào, nay là Savannakhet.

#### Xưa thuộc Quảng Trị
Tám châu Mang Vanh, Na Bôn, Thượng Kế, Tá Bang, Xương Thịnh, Tầm Bồn, Ba Lan, Mang Bổng, và Làng Thìn thuộc Việt Nam năm 1827, sau tách nhập về Lào.

### Đất mất về Campuchia

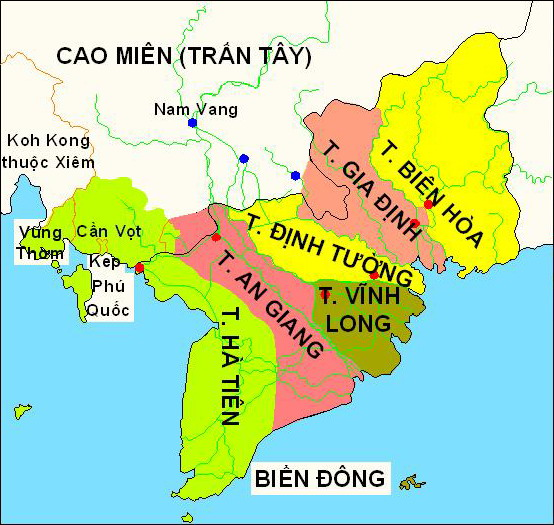
Đất Nam Kỳ vào đầu thời nhà Nguyễn, cho đến trước năm 1841.

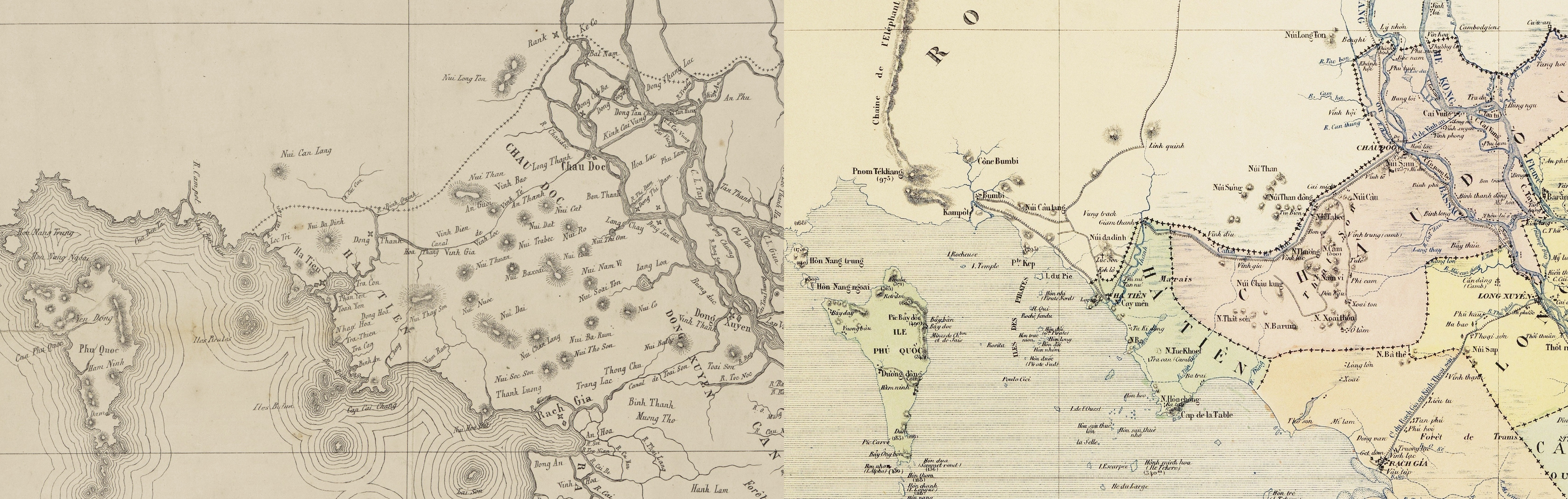
Sự thay đổi biên giới giữa các 3 tỉnh Miền Tây trong Nam Kỳ Lục tỉnh với vương quốc Cao Miên ngay sau khi Pháp chiếm xong 3 tỉnh Miền Tây Nam Kỳ thời những năm 1870.

Bản đồ Nam Kỳ thuộc Pháp năm 1884, khu vực nằm giữa đường biên giới với Campuchia (Frontière Franco-Cambodgienne) và với đường biên giới với An Nam (Frontière Franco-Annamite). Vùng lồi Svay Rieng (trong bản đồ ghi chú là (Khet) Svai Teep vẫn nằm trong ranh giới Nam Kỳ thuộc Pháp (ở phía đông đường Frontière Franco-Cambodgienne) mà được cắt cho Campuchia.

Bản đồ biên giới Việt Nam-Campuchia năm 1870, khu vực K.Svai Téap vốn ngay trước đó thuộc hạt thanh tra Trảng Bàng ngày nay là vùng lồi "Mỏ Vịt" tỉnh Svay Rieng. Biên giới này được điều chỉnh bởi thỏa thuận giữa Thống đốc Nam Kỳ thuộc Pháp và vua Cao Miên Norodom I, ký kết ngày 9 tháng 7 năm 1870.

#### Trấn Tây Thành

Vùng đất Cao Miên do Đại Nam bảo hộ (tô màu hồng). Phần gạch sọc là phần đất lập trấn Tây Thành.

Trấn Tây Thành là một Trấn của nước Đại Nam nhà Nguyễn giai đoạn 1835 đến 1841. Vùng này đánh chiếm được từ Campuchia, nhưng sau 6 năm thì nhà Nguyễn phải rút khỏi vùng này, trả lại cho Campuchia. Đây là vùng lãnh thổ thuộc Đông Nam Campuchia ngày nay.

#### Xưa thuộc Hà Tiên

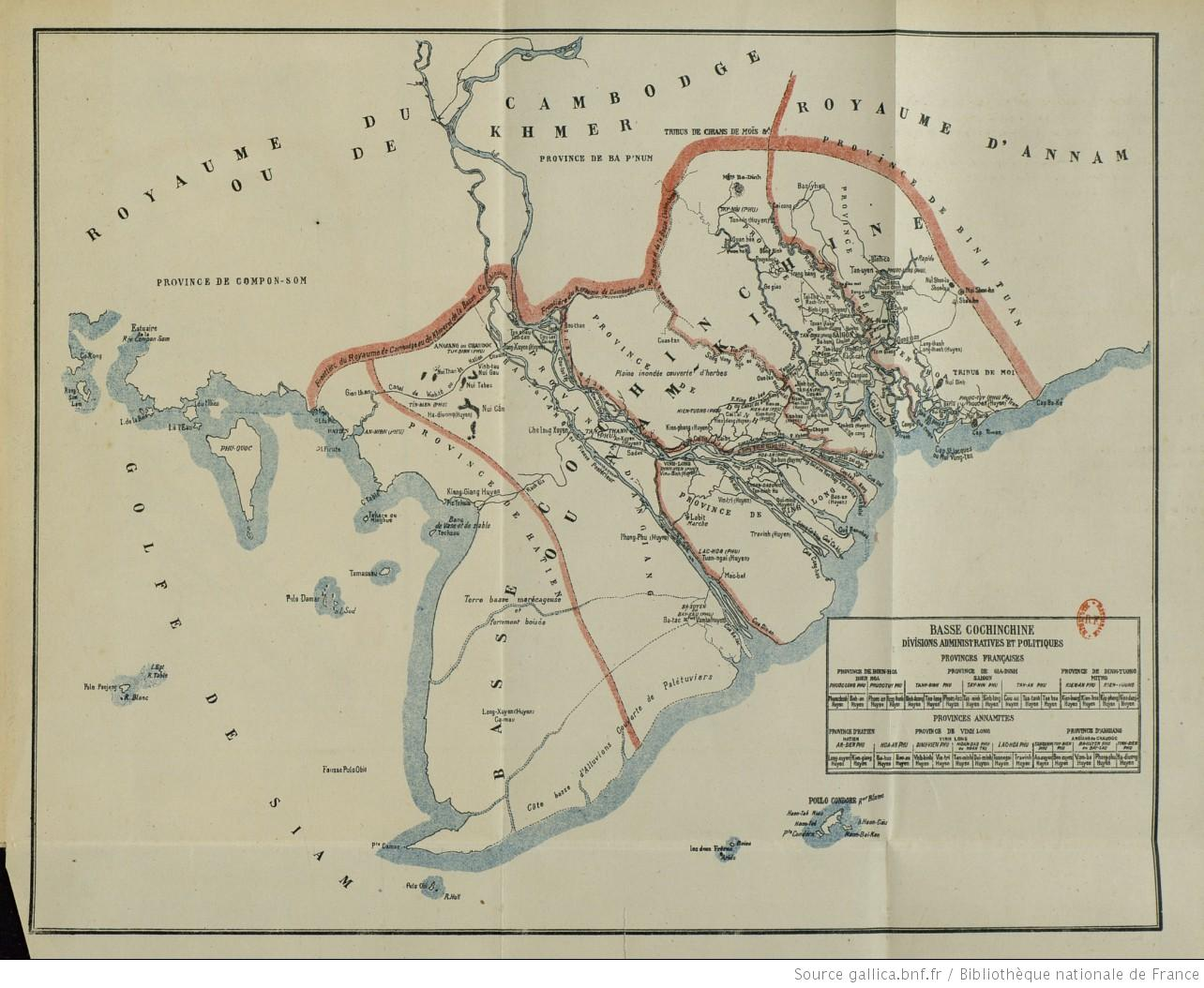
Bản đồ Nam Kỳ Lục Tỉnh (Basse Cochinchine), 1859.

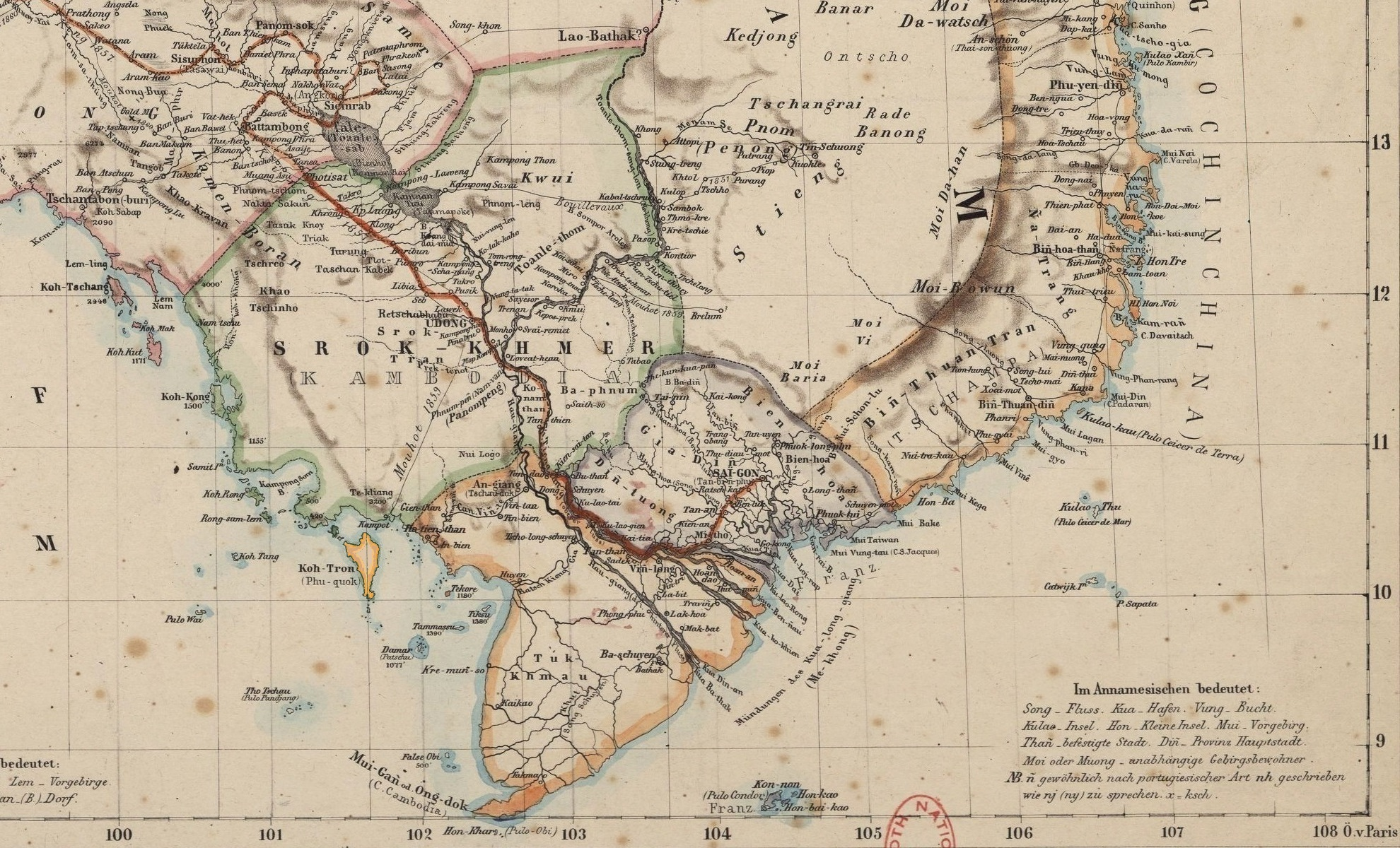
Bản đồ Nam Kỳ giai đoạn 1862-1867, kết quả của chiến dịch Nam Kỳ.

Năm phủ Vũng Thơm, Cần Bọt, Chân Sum, Sài Mạt, và Linh Quỳnh đến triều Tự Đức thì quan quân nhà Nguyễn rút bỏ, trả về Campuchia.
Đối với những hải đảo trong Vịnh Xiêm La như Hòn Dừa (tiếng Pháp: Ile de la Baie), bị Cam Bốt chiếm năm 1938; Hòn Năng Trong (Ile du Milieu), chiếm năm 1956; Hòn Năng Ngoài (Ile à l'Eau), chiếm năm 1956; Hòn Tre Nấm (Archipel des Pirates Nord), chiếm năm 1958; Hòn Tai (Ile du Pic), chiếm năm 1958; Hòn Kiến Vàng (Ile des Fourmis), chiếm năm 1960; Hòn Keo Ngựa (Ile du Cheval), chiếm năm 1960 thì Việt Nam Cộng hòa vẫn không thay đổi lập trường chủ quyền với những đảo trên.
Năm 1966 Campuchia lại đòi chủ quyền với Hòn Trọc (Poulo Wai) nhưng Hải quân Việt Nam Cộng hòa vẫn kiểm soát đảo này cho đến năm 1975. Ngày 17 tháng 4 năm 1975, Khmer Đỏ tấn công và chiếm được đảo Hòn Trọc. Ngày 4 tháng 6 năm 1975, Hải quân nhân dân Việt Nam xuất phát từ bờ để tấn công chiếm lại Hòn Trọc. Cuộc giao tranh giữa Hải quân nhân dân Việt Nam và quân Khmer Đỏ diễn ra từ ngày 5. Tới ngày 13 tháng 6 năm 1975, Hải quân Nhân dân Việt Nam hoàn toàn làm chủ đảo Hòn Trọc.
Năm 1976, Cộng hòa Xã hội Chủ nghĩa Việt Nam chính thức nhường Hòn Trọc cho Campuchia.
| Đảo (tiếng Việt)             | tiếng Campuchia        | tiếng Pháp (cũ)           | Diện tích (ha)    | Dân số   | Năm mất | Mất dưới chính quyền   | Mất về               |
| ---------------------------- | ---------------------- | ------------------------- | ----------------- | -------- | ------- | ---------------------- | -------------------- |
| Hòn Dừa                      | កោះតាគៀវ Koh Ta Kiev       | Ile de la Baie            | 670               | không rõ | 1938    | Nam Kỳ thuộc Pháp      | Campuchia thuộc Pháp |
| Hòn Năng Trong               | កោះថ្មី Koh Thmei          | Ile du Milieu             | 4.030             | ~ 200    | 1956    | Việt Nam cộng hòa      | Vương quốc Campuchia |
| Hòn Năng Ngoài               | កោះសេះ Koh Seh             | Ile à l'Eau               | 750               | 0        | 1956    | Việt Nam cộng hòa      | Vương quốc Campuchia |
| Hòn Tre Nấm                  | កោះពោធិ Koh Pou            | Archipel des Pirates Nord | 32                | không rõ | 1958    | Việt Nam cộng hòa      | Vương quốc Campuchia |
| Hòn Tai                      | កោះទន្សាយ Koh Antay        | Ile du Pic                | 200               | không rõ | 1958    | Việt Nam cộng hòa      | Vương quốc Campuchia |
| Hòn Kiến Vàng                | កោះអង្ក្រង Koh Angkrang    | Ile des Fourmis           | 6                 | không rõ | 1960    | Việt Nam cộng hòa      | Vương quốc Campuchia |
| Hòn Keo Ngựa                 | កោះតាទាម Koh Ta Téam/Vaang | Ile du Cheval             | 60                | không rõ | 1960    | Việt Nam cộng hòa      | Vương quốc Campuchia |
| Hòn Trọc, Hòn Vây hay Hòn Bà | កោះពូលូវៃ Koh Poulo Wai     | îles Wai                  | 390               | 0        | 1976    | Cộng hòa XHCN Việt Nam | Campuchia Dân chủ    |
| TỔNG: 8 đảo                  |                        |                           | 6.138 (61,38 km²) |          |         |                        |                      |

Từ đầu thế kỷ XVIII cho đến trước năm 1939, về lịch sử và pháp lý, toàn bộ các đảo giữa Việt Nam và Campuchia thuộc chủ quyền của Việt Nam. Từ khi bị Pháp xâm lược, Việt Nam mất dần kiểm soát khu vực này. Chỉ từ năm 1939, Campuchia mới chính thức quản lý về mặt hành chính và cảnh sát các đảo ở phía Bắc đường Brévié. Các đảo phía Nam đường Brévié do chính quyền Nam Kỳ quản lý. Nhưng sau đó lại tiếp tục mất 8 đảo nữa (danh sách ở trên).
- Danh sách đảo Campuchia

## Lãnh thổ có tranh chấp với nước khác
Các lãnh thổ mà Việt Nam có tranh chấp với nước khác chủ yếu là các hòn đảo nhỏ trên Biển Đông. Các đảo này chưa được quốc tế công nhận thuộc về chủ quyền của bất kỳ nước nào, các nước tranh chấp (trong đó có Việt Nam) đều tự tuyên bố có chủ quyền và không công nhận chủ quyền của nước khác.

### Tranh chấp với Đài Loan (Trung Hoa Dân Quốc)
Ngày 12 tháng 12 năm 1946, với danh nghĩa giải giáp quân phát xít Nhật, Trung Hoa Dân Quốc cho tàu chiến Thái Bình đem quân đổ bộ lên đảo Ba Bình. Sau đó, do thất bại trong cuộc nội chiến nên Trung Hoa Dân Quốc phải tháo chạy ra đảo Đài Loan đồng thời rút quân khỏi đảo Ba Bình vào năm 1950. Đến 1956, Đài Loan mang quân trở lại chiếm đóng.
| Đảo     | tiếng Pháp (cũ) | tiếng Nhật | Diện tích (ha) | Dân số   | Năm nước ngoài kiểm soát | Thời kỳ chính quyền | Nước tranh chấp |
| ------- | --------------- | ---------- | -------------- | -------- | ------------------------ | ------------------- | --------------- |
| Ba Bình | Île de Itu Aba  | 太平島     | 48             | không có | 1956                     | Việt Nam cộng hòa   | Đài Loan        |

### Tranh chấp với Philippines
| Đảo          | tiếng Pháp (cũ) | tiếng Nhật           | Diện tích (ha)   | Dân số   | Năm nước ngoài kiểm soát | Thời kỳ chính quyền                | Nước tranh chấp       |
| ------------ | --------------- | -------------------- | ---------------- | -------- | ------------------------ | ---------------------------------- | --------------------- |
| Bến Lạc      | Île West York   | ウエストヨーク島     | 18,6             | không có | 1970                     | Việt Nam cộng hòa                  | chế độ độc tài Marcos |
| Bình Nguyên  | -               | フラット島           | 4                | không có | 1970                     | Việt Nam cộng hòa                  | chế độ độc tài Marcos |
| Loại Ta      | Île Loaita      | ロアイタ島           | 7                | không có | 1970                     | Việt Nam dân chủ cộng hoà          | chế độ độc tài Marcos |
| Song Tử Đông | Île Parola      | ノースイースト島     | 14               | không có | 1970                     | Việt Nam cộng hòa                  | chế độ độc tài Marcos |
| Thị Tứ       | Île Thitu       | パグアサ島           | 37               | không có | 1971                     | Cộng hòa Xã hội Chủ nghĩa Việt Nam | chế độ độc tài Marcos |
| Vĩnh Viễn    | Île Nanshan     | ラワック島           | 6                | không có | 1970                     | Cộng hòa Xã hội Chủ nghĩa Việt Nam | chế độ độc tài Marcos |
| Đá An Nhơn   | -               | ランキアム礁         | -                | không có | 1970                     | Cộng hòa Xã hội Chủ nghĩa Việt Nam | chế độ độc tài Marcos |
| Đá Cá Nhám   | -               | -                    | -                | không có | 1970                     | Cộng hòa Xã hội Chủ nghĩa Việt Nam | chế độ độc tài Marcos |
| Đá Công Đo   | -               | コモードアー礁       | -                | không có | 1980                     | Cộng hòa XHCN Việt Nam             | chế độ độc tài Marcos |
| Bãi Cỏ Mây   | -               | セカンド・トーマス礁 | -                | không có | 1999                     | Cộng hòa XHCN Việt Nam             | Cộng hòa thứ Năm      |
| TỔNG: 10     |                 |                      | 86,6 (0,866 km²) |          |                          |                                    |                       |

### Tranh chấp với Malaysia
| Đảo           | tiếng Pháp (cũ) | tiếng Nhật             | Diện tích (ha) | Dân số   | Năm nước ngoài kiểm soát | Thời kỳ chính quyền    | Nước tranh chấp |
| ------------- | --------------- | ---------------------- | -------------- | -------- | ------------------------ | ---------------------- | --------------- |
| Én Ca         | -               | エリカ礁               | -              | không có | 1999                     | Cộng hòa XHCN Việt Nam | Malaysia        |
| Đá Hoa Lau    | Récif Swallow   | スワロー礁             | 20             | không có | 1980                     | Cộng hòa XHCN Việt Nam | Malaysia        |
| Kỳ Vân        | -               | マリベルス礁           | -              | không có | 1986                     | Cộng hòa XHCN Việt Nam | Malaysia        |
| Sác Lốt       | -               | -                      | -              | không có | 1986                     | Cộng hòa XHCN Việt Nam | Malaysia        |
| Đá Suối Cát   | -               | -                      | -              | không có | 1986                     | Cộng hòa XHCN Việt Nam | Malaysia        |
| Kiêu Ngựa     | -               | アーデェイジアー礁     | -              | không có | 1986                     | Cộng hòa XHCN Việt Nam | Malaysia        |
| Bãi Thám Hiểm | -               | インベスティゲーター礁 | -              | không có | 1999                     | Cộng hòa XHCN Việt Nam | Malaysia        |
| TỔNG: 7       |                 |                        |                |          |                          |                        |                 |

### Lãnh thổ bị chiếm đóng bởi Cộng hòa Nhân dân Trung Hoa
Quần đảo Hoàng Sa
- Toàn bộ quần đảo

Quần đảo Trường Sa:
- Đá Châu Viên
- Đá Chữ Thập
- Cụm đá Ga Ven
- Đá Gạc Ma
- Đá Tư Nghĩa
- Đá Vành Khăn
- Đá Xu Bi

## Lãnh thổ đã phục hồi chủ quyền
| Đảo          | Diện tích (km²) | Dưới chính quyền          | Chiếm bởi                   | Thời điểm bị chiếm | Thời điểm lấy lại                      | Lấy từ                      | Dưới chính quyền          |
| ------------ | --------------- | ------------------------- | --------------------------- | ------------------ | -------------------------------------- | --------------------------- | ------------------------- |
| Bạch Long Vỹ | 3,04            | Việt Nam Dân chủ Cộng hòa | Trung Hoa Dân Quốc          | 1949               | 16/01/1957                             | Cộng hòa Nhân dân Trung Hoa | Việt Nam Dân chủ Cộng hòa |
| Song Tử Tây  | 0,12            | Việt Nam cộng hòa         | chế độ độc tài Marcos       | 1971               | 02/1974, Chiến dịch Trần Hưng Đạo 48   | chế độ độc tài Marcos       | Việt Nam cộng hòa         |
| Phú Quốc     | 589,23          | Cộng hòa XHCN Việt Nam    | Campuchia Dân chủ           | 04/05/1975         | ?/05/1975                              | Campuchia Dân chủ           | Cộng hòa XHCN Việt Nam    |
| Thổ Chu      | 13,95           | Cộng hòa XHCN Việt Nam    | Campuchia Dân chủ           | 10/05/1975         | 27/05/1975                             | Campuchia Dân chủ           | Cộng hòa XHCN Việt Nam    |
| Cô Lin       | -               | Cộng hòa XHCN Việt Nam    | Cộng hòa Nhân dân Trung Hoa | 03/1988            | 04/1988, một phần của Chiến dịch CQ-88 | Cộng hòa Nhân dân Trung Hoa | Cộng hòa XHCN Việt Nam    |
| Len Đao      | -               | Cộng hòa XHCN Việt Nam    | Cộng hòa Nhân dân Trung Hoa | 03/1988            | 04/1988, một phần của Chiến dịch CQ-88 | Cộng hòa Nhân dân Trung Hoa | Cộng hòa XHCN Việt Nam    |
| TỔNG: 6      | 606,34 km² +    | 2 thời kỳ                 | 4 nước                      |                    |                                        | 3 nước                      | Việt Nam                  |

## Lãnh thổ có hoạt động tái khẳng định chủ quyền
| Đảo                         | Diện tích (ha)                           | Dưới chính quyền                         | Chiếm bởi                                                    | Thời điểm bị chiếm  | Thời điểm lấy lại                                                                      | Lấy từ                                              | Dưới chính quyền |
| --------------------------- | ---------------------------------------- | ---------------------------------------- | ------------------------------------------------------------ | ------------------- | -------------------------------------------------------------------------------------- | --------------------------------------------------- | ---------------- |
| quần đảo Hoàng Sa           | 775,0                                    | Việt Nam cộng hòa                        | Cộng hòa Nhân dân Trung Hoa                                  | 1974                | vẫn chưa, CHXHCN Việt Nam tuyên bố chủ quyền, đấu tranh ngoại giao                     | Trung Hoa                                           | Việt Nam         |
| Bàn Than                    | 0,6                                      | Việt Nam cộng hòa                        | Đài Loan                                                     | không rõ            | không rõ, Việt Nam tăng cường tuần tra khu vực này, Đài Loan lên kế hoạch xây hải đăng | Lãnh thổ Đài Loan                                   | Việt Nam         |
| một phần quần đảo Trường Sa | ít hơn 500,0                             | Việt Nam cộng hòa Cộng hòa XHCN Việt Nam | Cộng hòa Nhân dân Trung Hoa, Philippines, Đài Loan, Malaysia | từ sau 1956 đến nay | vẫn chưa, CHXHCN Việt Nam tuyên bố chủ quyền, đấu tranh ngoại giao                     | Trung Hoa, Philippines, Lãnh thổ Đài Loan, Malaysia | Việt Nam         |
| TỔNG: nhiều                 | ~ 1.200 và vùng nước rộng lớn xung quanh | 2 thời kỳ                                | 4 nước                                                       |                     |                                                                                        |                                                     | Việt Nam         |

- Chú ý: đơn vị diện tích trong các bảng là khác nhau

## Việt Nam ngày nay
Lãnh thổ Việt Nam ngày nay có hình chữ S chạy dài theo hướng Đông Nam của bán đảo Đông Dương, từ Hà Giang tới Cà Mau.
- Diện tích khoảng 331.230,8 km²
- Khoảng cách từ bắc tới nam là khoảng 1.650 km[29]
- Đường bờ biển dài 3.444 km[30] không kể các đảo.

Lãnh hải rộng lớn, Việt Nam tuyên bố 12 hải lý (22,2 km) phạm vi lãnh hải, thêm 12 hải lý vùng tiếp giáp lãnh hải, và 200 hải lý (370,4 km) vùng đặc quyền kinh tế. Hai quần đảo lớn là Trường Sa, Hoàng Sa. Đảo lớn nhất là Phú Quốc và rất nhiều các hòn đảo nhỏ khác.

### Quần đảo Trường Sa
Hiện tại Quần đảo Trường Sa đang bị nhiều quốc gia trong khu vực tranh chấp do có tiềm năng lớn về dầu khí và nguồn cá dồi dào. Việt Nam là quốc gia nắm giữ nhiều đảo nhất. Các quốc gia và lãnh thổ đang tranh chấp chủ quyền gồm: Việt Nam, Trung Quốc, Đài Loan, Philippines, Malaysia, Brunei.